# Matt Hardy
Matthew Moore Hardy (Cameron, 23 settembre 1974) è un wrestler statunitense, sotto contratto con la Total Nonstop Action Wrestling.
In carriera ha vinto sette volte il World Tag Team Championship (con il fratello Jeff), tre volte il Raw Tag Team Championship (una con Bray Wyatt, una Jeff Hardy e una con MVP), tre volte il TNA World Tag Team Championship insieme a Jeff Hardy, due volte il TNA World Heavyweight Championdship, una volta lo SmackDown Tag Team Championship (con Jeff Hardy), l'ECW Championship, lo United States Championship, l'European Championship, il Cruiserweight Championship e l'Hardcore Championship e il ROH World Tag Team Championship (sempre in coppia con Jeff Hardy).

## Carriera

### World Wrestling Federation/Entertainment (1998–2005)

#### Tag team con Jeff Hardy (1998–2002)

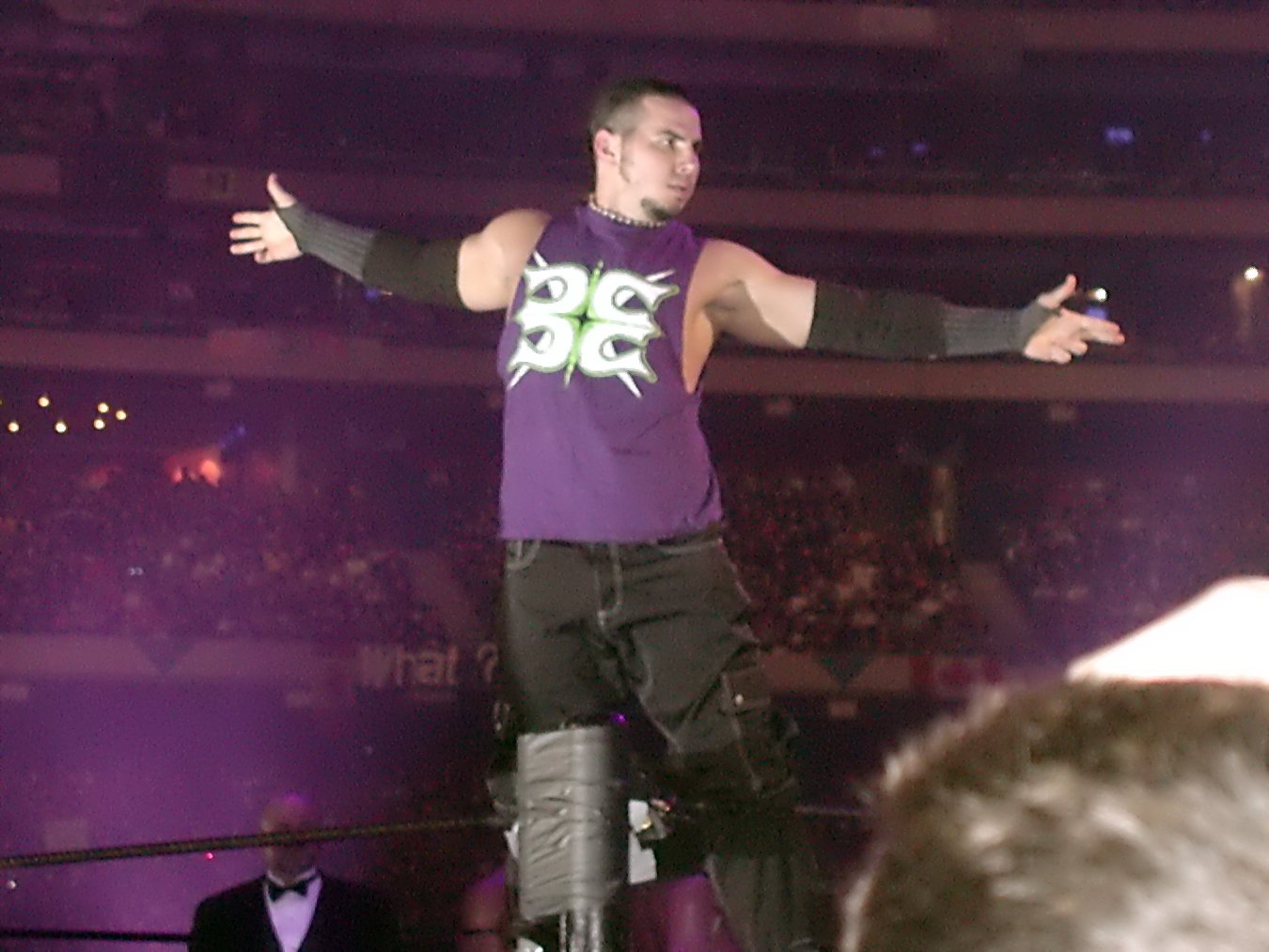
Matt Hardy a WrestleMania X8

La passione per il wrestling per Matt nasce sin da quando era piccolo, quando suo padre regala a lui e a suo fratello Jeff un trampolino con il quale iniziano ad eseguire le mosse dei loro lottatori preferiti.
All'inizio della sua carriera da wrestler professionista Matt lavora nella World Wrestling Federation come jobber con contratti a breve termine; combatte anche in altre federazioni minori quali la OMEGA, la National Wrestling Alliance, la NDW e la NCW.
Dopo alcuni anni, lui e Jeff, ottengono un contratto a lungo termine con la WWF nel 1998; nascono così gli Hardy Boyz. Nei mesi finali del 1998 e nei primi mesi del 1999 raccolsero diverse vittorie, tra cui una in coppia contro Mens Teioh & Sho Funaki nell'edizione di Heat prima del PPV Breakdown e la sconfitta in singolo di Matt contro Duane Gill con in palio il Light Heavyweight Championship a Sunday Night Heat prima del PPV Rock Bottom, fino ad arrivare alla loro prima grande vittoria: il 5 luglio 1999, sotto i consigli di Michael Hayes, il loro manager, sconfissero gli Acholytes conquistando per la prima volta nella loro carriera i titoli di coppia in WWF. Il loro regno, però, durò circa un mese poiché vennero sconfitti dagli stessi Acholytes. Successivamente iniziarono una rivalità con Edge e Christian, che erano accompagnati da Gangrel e si facevano chiamare i Broods, ma nell'agosto 1999 Gangrel effettuò un "turn heel" su Edge e Christian schierandosi dalla parte di Matt e Jeff. La rivalità andò avanti fino all'autunno fino al primo Ladder tag team tra gli Hardy Boyz e Edge & Christian dove in palio non c'era nessuna cintura, bensì 100.000 dollari e il contratto della manager Terri; a trionfare furono Matt e Jeff. La sera dopo, a Monday Night Raw, i quattro vennero accolti da una standing ovation del pubblico. Dopo questo match gli Hardy Boyz diventarono una delle coppie di punta della federazione. A Royal Rumble 2000 hanno anche sconfitto i Dudley Boyz nella loro specialità: il Table match.
A No Way Out, Terri tradì i fratelli Hardy effettuando un "turn heel" a favore di Edge e Christian. Nel PPV seguente, WrestleMania 2000, Matt e Jeff sono stati coinvolti in un triple threat Ladder tag team match valido per i titoli di coppia contro i campioni Edge & Christian e i Dudley Boyz; match dell'anno del 2000 vinto da Edge & Christian. Dopo WrestleMania, il 24 marzo, Matt, dopo la sconfitta insieme a Jeff contro Hardcore Holly e Crash Holly, è andato ad attaccare quest'ultimo che era campione Hardcore e riuscì a strapparglielo grazie anche alla regola del 24/7. Il suo regno durò fino all'edizione successiva di SmackDown dove era coinvolto in un match valido per il titolo Hardcore contro suo fratello, ma non è stato quest'ultimo a detronizzarlo bensì Crash Holly grazie alla regola del 24/7 e a Backlash sia Matt che Jeff sono andati alla caccia del titolo Hardcore che però non sono riusciti a conquistare. Quindi Matt è stato il primo dei due fratelli a vincere un titolo da singolo. Nel maggio del 2000, Essa Rios venne sconfitto da Jeff e per la frustrazione stava per attaccare la sua manager Lita; a salvarla vennero Matt e Jeff e successivamente, Lita, divenne manager degli Hardy Boyz e fidanzata di Matt. Gli Hardy Boyz e Lita si fecero chiamare Team Xtreme e divennero il team più acclamato e spettacolare dell'era attitude. Matt, Jeff e Lita sono arrivati anche a conquistare titoli di coppia e femminile nello stesso periodo. I 3 iniziarono una rivalità con Test, Albert e Trish Stratus.
Nel PPV Fully Loaded 2000 il Team Xtreme sconfisse Test, Albert e Trish e nel PPV SummerSlam 2000 venne sancito il primo TLC match della storia valido per i titoli di coppia tra i campioni Edge & Christian, gli Hardy Boyz e i Dudley Boyz. Il match è nato dagli oggetti che i tre team usavano: T=Tables (Tavoli) (usati dai Dudley Boyz), L=Ladders (Scale) (usate dagli Hardy Boyz) e C=Chairs (Sedie) (usate da Edge & Christian). Il match è stato vinto da questi ultimi che hanno conservato le cinture e anche questo è stato uno dei match dell'anno del 2000.
Nel PPV successivo, Unforgiven svoltosi a Philadelphia, fu sancito uno Steel Cage match tra gli Hardy Boyz e Edge & Christian, valido per le cinture e questa volta a trionfare sono stati Matt e Jeff. Però anche questo regno non durò tanto poiché vennero sconfitti da Edge & Christian travestiti da Los Conquistadores. Dopo questo episodio gli Hardy Boyz riconquistarono le cinture utilizzando lo stesso trucco.
Nei mesi successivi intrapresero una faida con i Right to Censor dove persero le cinture di coppia, e successivamente anche una rivalità con i Radicalz iniziata a causa di Dean Malenko che era attratto dalla fidanzata di Matt, Lita. Lita restò insieme a Matt, ma ad Armageddon vennero sconfitti dai Radicalz. Sia Matt che Jeff parteciparono alla Royal Rumble del 2001 finendo per eliminarsi a vicenda. A WrestleMania X-Seven venne sancito un altro TLC match tra gli Hardy Boyz, i Dudley Boyz (campioni) e Edge & Christian che uscirono vittoriosi; questo sarà il match dell'anno del 2001. Dopo WrestleMania gli Hardy Boyz intrapresero una grande rivalità contro niente meno che Triple H e Steve Austin dove Jeff, grazie all'aiuto di Matt, riuscì a strappare il titolo Intercontinentale a Triple H e successivamente il Team Xtreme al completo ha avuto la meglio sul team composto da Triple H, Steve Austin e Stephanie McMahon. Il Team Xtreme è sempre più acclamato dal pubblico della WWF. Nell'aprile del 2001 Matt Hardy sconfisse Eddie Guerrero conquistando il titolo Europeo e lo difese con successo quattro giorni dopo nel PPV Backlash contro Eddie Guerrero e Christian. Matt è stato campione per 126 giorni, 2º regno più lungo del titolo europeo dopo quello di British Bulldog. I tre vennero coinvolti anche nell'Invasion dove conquistarono ancora una volta i titoli di coppia della WWF e anche il titolo di coppia WCW sconfiggendo Booker T & Test. Nell'autunno del 2001 Matt e Jeff iniziarono a litigare in quanto Matt era convinto che Jeff e Lita stavano costruendo una relazione amorosa e arrivarono addirittura ad un match dove l'arbitro è stata proprio Lita e ad uscire vincitore è stato Jeff Hardy nonostante Lita ha contato lo schienamento vincente mentre Matt aveva un piede sulla corda. Matt, qualche giorno dopo, si prese una piccola rivincita sconfiggendo Jeff e Lita in un Handicap match. Il team si sciolse momentaneamente, Matt era solo mentre Jeff era accompagnato da Lita. Però questo split non durò tanto perché nella Royal Rumble 2002 il team si riunì. A No Way Out parteciparono ad un Tag Team Turmoil vinto dagli APA, e a WrestleMania ad un Fatal 4 Way elimination Tag Team valido per i titoli di coppia contro gli APA, Billy & Chuck (campioni) e i Dudley Boyz; ma a vincere sono stati Billy e Chuck che hanno conservato le cinture. Successivamente iniziarono una piccola rivalità con il neo arrivato Brock Lesnar dove però vennero sconfitti a Judgment Day. In questo periodo Matt e Jeff erano "orfani" di Lita che si era infortunata sul set di Dark Angel. Matt, Jeff e Lita non saranno mai più nell stesso team. Iniziò una nuova era in WWE: la Ruthless Aggression, e Mr. McMahon sancì un match valido per il titolo Indiscusso tra Jeff Hardy e Undertaker, facendo salire così il valore di Jeff in WWE mentre Matt era diventato un mid-carder.

#### Competizione singola (2002–2004)
La coppia si divide nel 2002, precisamente il 12 agosto, edizione di Raw che precede WWE SummerSlam, dove Matt interferisce contro suo fratello Jeff, in un match valido per il primo sfidante al titolo Intercontinentale detenuto da Chris Benoit. Rob Van Dam sconfigge Jeff Hardy grazie all'aiuto di Matt Hardy e quest'ultimo passa alla corte di Stephanie McMahon: SmackDown dove diventerà Matt Hardy Version 1.0. Gimmick votata come migliore dell'anno 2002 dalla Wrestling Observer Newsletter.
Matt Hardy debutta nel roster di SmackDown il 15 agosto alla fine del match tra Billy, Chuck e Rico contro Shannon Moore, The Hurricane e Hardcore Holly aiutando i questi ultimi, che dopo la sconfitta erano stati attaccati dai primi tre e la settimana successiva Matt viene sconfitto da Chavo Guerrero. Inizialmente Matt lotta come "face" per poi diventare un "heel" qualche settimana dopo. Nell'edizione di SmackDown del 12 settembre Matt riesce a sconfiggere nientemeno che Undertaker ma solo per countout e nell'edizione di SmackDown del 3 ottobre Matt sconfigge di nuovo Undertaker ma questa volta con uno schienamento in un Falls Count Anywhere match. Inizia così un periodo di grandi successi per il "nuovo" Matt Hardy Version 1.0 nel roster di SmackDown.
Matt Hardy crea la "Mattitude", la sua Attitudine personale, che è stata votata dal Wrestling Observer Newsletter come miglior gimmick dell'anno 2002, e il primo seguace (MFers = Mattitude Followers) è stato Shannon Moore. Shannon è stato molto indispensabile in molti match di Matt.
Ebbe un grande successo nella Royal Rumble del 2003, dove, pur non vincendo, è stato nel ring per ben 27 minuti e 13 secondi, record per quanto riguarda i wrestlers di SmackDown in quell'anno. Subito dopo, Matt, si focalizza sul WWE Cruiserweight Championship, detenuto da Billy Kidman. Però Matt Hardy era troppo pesante per la categoria cruiser e decide quindi di perdere peso per arrivare alla soglia delle 220 libbre (circa 99 kg) (peso massimo per i cruiser). Ci riesce e a No Way Out 2003 ha la sua prima title shot al titolo di Billy Kidman dove riesce a sconfiggerlo con una Twist of Fate dalla terza corda.
Matt Hardy è il nuovo campione dei pesi leggeri della WWE. Il primo che ha tentato di detronizzarlo è stato nientemeno che Rey Mysterio. Rey ha sconfitto Jamie Noble e Tajiri per laurearsi primo sfidante al titolo di Matt; il match si è svolto nel PPV di punta della WWE: Wrestlemania XIX dove Matt Hardy ha sconfitto il lottatore mascherato conservando il titolo dei pesi leggeri.
Nei mesi successivi viene pubblicato il libro degli Hardy Boyz: Exist to Inspire dove Matt si reputa la stella dei due e trova un altro Mattitude Follower, ovvero Crash. Dopo un infortunio al ginocchio, Rey Mysterio torna nella WWE sempre più deciso a conquistare il titolo Cruiser di Matt e nell'edizione di SmackDown del 3 giugno il lottatore messicano conquista il titolo sotto gli occhi della sua famiglia.
Dopo un regno lungo 100 giorni da campione dei pesi leggeri, Matt Hardy continua con la sua Mattitude rimanendo però orfano di Crash che è stato licenziato nel giugno del 2003. Stephanie McMahon introduce nella WWE lo United States Championship dove sarà assegnato con un torneo e la finale sarà nel PPV di luglio, Vengeance. Matt vince il match nei quarti di finale sconfiggendo Rikishi ma perde in semifinale contro Chris Benoit che verrà sconfitto da Eddie Guerrero in finale. Matt prende comunque parte a WWE Vengeance partecipando al First Ever APA Bar Browl vinto da Bradshaw. Il mese successivo Matt Hardy ha una piccola rivalità con Zach Gowen dove i due avrebbero dovuto affrontarsi a SummerSlam, ma a causa di un infortunio di Zack Gowen il match è stato rimandato; ma a Sunday Night Heat in onda prima del PPV, Matt Hardy si dichiarò vincitore del match per forfait. Nei mesi successivi Matt fallisce l'assalto allo United States Championship di Eddie Guerrero e al WWE Tag Team Championship, insieme a Shannon Moore, contro i Los Guerreros.
Il match contro Zach Gowen è stato annunciato per WWE No Mercy 2003 dove è stato proprio Zach Gowen ad uscirne vincitore. Questo è stato l'ultimo match di Matt Hardy nel roster di SmackDown nel 2003 poiché qualche settimana dopo è passato nel roster di Raw dove ha avuto una piccola storyline con la sua fidanzata Lita. Matt accusò Amy Dumas|Lita di pensare solo a se stessa e di non pensare a loro due, di pensare a conquistare il titolo della categoria femminile invece che passare nel roster di SmackDown per stare con lui e la coppia si ruppe proprio nell'edizione di Raw dove Matt fece il suo ritorno nel roster di Raw. Nelle settimane successive Matt continuò ad intervenire contro Lita sconfiggendo anche il suo nuovo partner Christian. Nell'ultimo PPV dell'anno, Armageddon, era in programma un match tra Matt Hardy e Maven, ma Batista, frustrato dopo la sconfitta contro Shawn Michaels, scaricò la sua rabbia contro il povero Maven lanciato dentro il ringo proprio da Matt Hardy, intervennero addirittura gli arbitri per fermare Batista e lo speaker annunciò che Maven non era in grado di competere nel suo match contro Matt. Quest'ultimo non voleva saltare il match, quindi attaccò anche lui Maven e si proclamò vincitore.
Dopo di che Matt iniziò una lunga striscia di sconfitte, contro Goldberg, Chris Jericho, Booker T.

#### Faida con Kane e licenziamento (2004–2005)
Nell'edizione di Raw seguente a Backlash 2004 è stato sancito un Mixed Tag Team match tra Matt Hardy e Gail Kim contro Val Venis e Lita; il match non è neanche iniziato poiché Kane, sconfitto nel PPV da Edge, voleva sfogarsi con qualcuno. Kane stava per colpire Lita ma Matt Hardy intervenne salvandola e subendo la rabbia della Big Red Machine. Da lì Kane iniziò a mettere gli occhi su Lita arrivando anche a baciarla; Matt e Lita tornarono in buoni rapporti. Nel maggio del 2004 Kane fece una proposta a Lita e se avrebbe risposto negativamente Kane le promise che avrebbe finito la carriera del suo fidanzato Matt Hardy. Lita risposte positivamente e Kane risparmiò Matt Hardy. Matt, nel giugno del 2004, nel corso di un Highlight Reel propose a Lita di sposarlo dopo aver saputo qualche settimana prima che era incinta; Kane interruppe tutto dichiarando che il bambino non era di Matt bensì il suo. Questo portò i due ad un match a WWE Vengeance 2004 in un No DQ match, dove fu proprio Matt Hardy a vincere. A Kane non è andata giu la sconfitta e sfidò Matt Hardy in un Till Death Do Us Part match (Finché morte non ci separi) dove il vincitore avrebbe sposato Lita. Il match si è svolto nel PPV successivo, SummerSlam, ma questa volta fu proprio Kane a trionfare. Il 23 agosto, edizione di Monday Night Raw, Kane si sposò con Lita e mise fuori gioco Matt Hardy con una Chokeslam sullo stage.
Ciò fu concordato per permettere a Matt Hardy di prendersi un periodo di pausa a seguito di un infortunio al ginocchio.
Ad inizio 2005 viene pubblicata sul sito ufficiale di Matt Hardy la notizia che la sua fidanzata Lita aveva una relazione con Edge. La WWE decide di licenziare Hardy, ancora convalescente dal suo infortunio, dopo commenti dispregiativi di quest'ultimo riguardo a questa situazione. Tutto ciò viene pian piano diffuso nel mondo del wrestling e cori come "You screwed Matt" e "We want Matt" sono sempre più presenti nelle arene. Inoltre l'intera comunità di internet di appassionati di wrestling si schiera al suo fianco.

### Circuito indipendente (2005)
Intanto Matt Hardy, che ha iniziato a farsi chiamare "The Angelic Diablo", disputò qualche match nella Ring Of Honor sconfiggendo gente del calibro di Christopher Daniels e Homicide, e perse un match nella International Wrestling Cartel contro AJ Styles.

### Ritorno in WWE (2005–2010)

#### Faida con Edge (2005)
Nella puntata di Raw dell'11 luglio 2005, Matt Hardy entrò nell'arena e attaccò Edge. Questa scena si ripeté anche la settimana successiva.
Matt Hardy acquista una popolarità mai avuta prima che porta la WWE a riassumerlo ufficialmente il 1º agosto del 2005, su decisione di Mr. McMahon che sancì anche che avrebbe affrontato Edge a SummerSlam. Matt tornò semplicemente con il nome "Matt Hardy" (non più Version 1.0) e con un nuovo motto: I Will Not Die (Io non morirò). A SummerSlam, Edge sconfisse Matt Hardy per KO ma Matt non perse la sua voglia di vendetta contro Edge e Lita e sfidò Edge in uno Steel Cage match ad Unforgiven. Questa volta Matt Hardy, con il suo nuovo motto "I Will Not Die", sconfisse Edge con un Leg Drop dalla cima della gabbia, mossa che rimarrà nella storia del wrestling moderno.
Però non c'era posto per tutti e due nel roster di Raw, uno doveva fare le valigie ed andare a SmackDown!. Questo è stato proprio Matt Hardy dopo aver perso un Ladder match contro Edge (valevole per il Money in the Bank dello stesso Edge) nell'edizione di Raw Homecoming grazie soprattutto all'interferenza di Lita. Il 21 ottobre Matt Hardy fece il suo ritorno nel roster di SmackDown!, dal quale mancava da circa due anni, sconfiggendo Simon Dean.
Ma la storia tra Edge e Matt non finì qui poiché a Taboo Tuesday è stato sancito un incontro tra due atleti di Raw contro due di SmackDown!; la coppia di Raw era formata da Edge e Chris Masters, mentre quella di SmackDown! doveva essere votata dal pubblico e il risultato ci sarebbe stato in diretta nell'evento. A vincere il sondaggio sono stati Matt Hardy e Rey Mysterio, Edge però, a causa di un infortunio, trovò un sostituto, Snitsky; a trionfare fu la coppia di SmackDown!.

#### Varie faide (2005–2006)
Matt Hardy continuerà la sua carriera da singolo con alti e bassi ma non raggiungerà mai i picchi di popolarità del periodo degli Hardy Boyz o della faida contro Edge. Nei mesi seguenti, iniziò una piccola rivalità con John "Bradshaw" Layfield arrivando anche ad un match ad Armageddon, dove ad avere la meglio è stato JBL.
Nel 2006 Matt inizia un'altra piccola rivalità, questa volta contro gli MNM. Melina ha provato a convincere Matt ad allearsi con gli MNM, ma il più grande dei fratelli Hardy ha rifiutato e si è anche cercato un partner per sfidare gli MNM a No Way Out del 2006; il partner di Matt fu Tatanka e insieme riuscirono a sconfiggere i WWE Tag Team Champions in un match non valido per i titoli. Nell'edizione di SmackDown! successiva al pay-per-view, Matt e Tatanka, ottengono un'opportunità titolata al WWE Tag Team Championship degli MNM dove però vengono sconfitti. Finita questa piccola rivalità Matt cambia orizzonti e pensa a WrestleMania 22; sconfigge Road Warrior Animal, per squalifica, per entrare nel Money in the Bank Ladder match di WrestleMania 22, dove però non trionfa (infatti l'incontro viene vinto da Rob Van Dam). Hardy prende parte anche all'ultima puntata di sempre di Velocity, dove sconfigge Simon Dean.
In seguito, Hardy inizia una rivalità con il Cruiserweight Champion Gregory Helms senza che però il titolo venisse mai messo in palio. Nei loro due incontri di The Great American Bash e No Mercy ad uscirne vincitore, sempre in match non titolati, è stato Hardy.

#### Reunion degli Hardy Boyz (2006–2007)

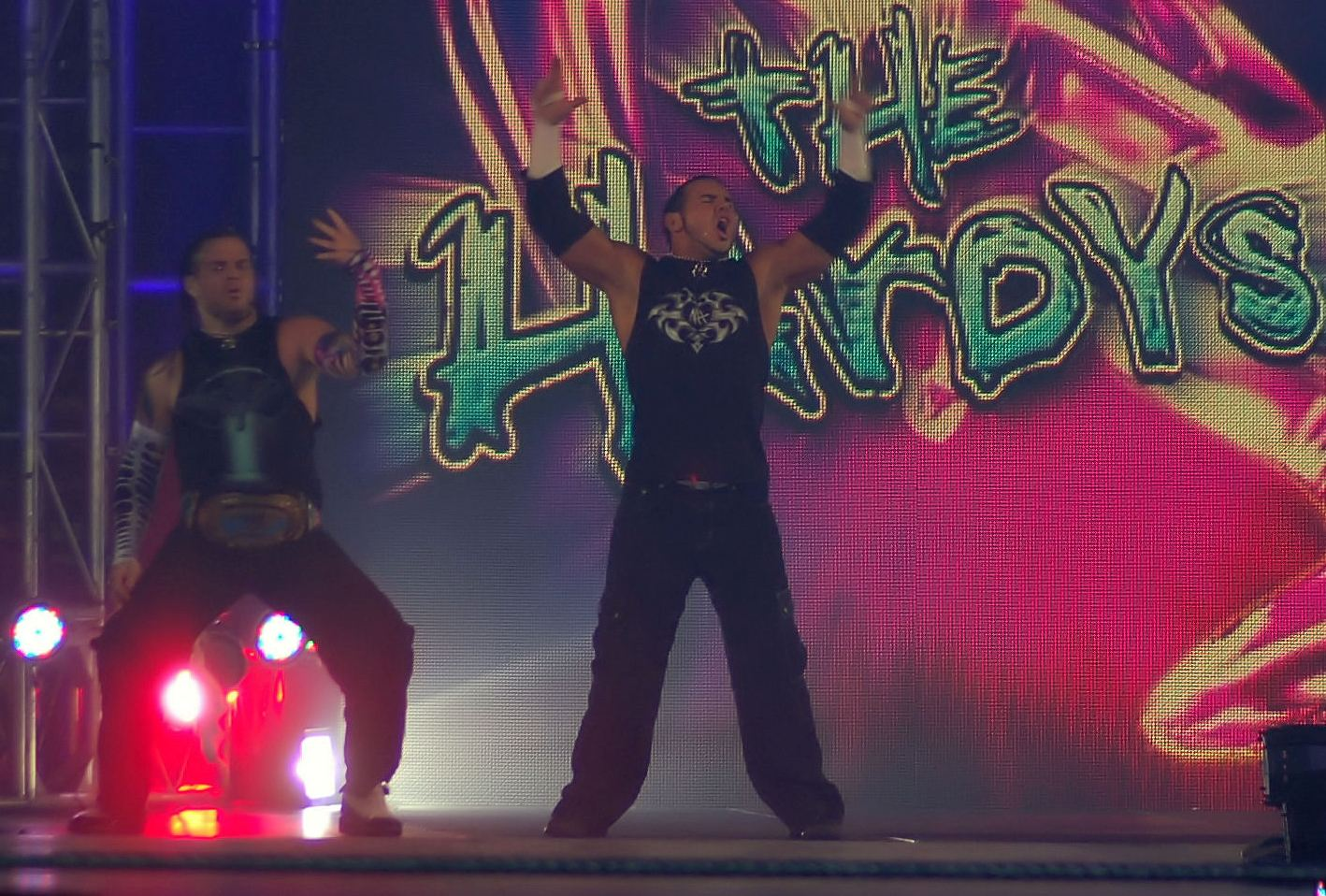
Gli Hardys a December to Dismember

Viene annunciato sul sito ufficiale che alle Survivor Series il team della D-Generation X affronterà il team dei Rated-RKO (Edge e Randy Orton) e i componenti del primo team, oltre Shawn Michaels e Triple H, saranno CM Punk, Jeff Hardy e Matt Hardy. Quindi gli Hardy Boyz si riuniscono dopo ben 6 anni. Ma questo non avvenne nel PPV ma in un'edizione dell'ECW precedente a Survivor Series dove i fratelli Hardy hanno sconfitto il team composto da Little Guido e Tony Mamaluke e nel PPV Survivor Series il team della D-X sconfisse quello dei Rated-RKO composto da Edge, Randy Orton, Mike Knox, Gregory Helms e Johnny Nitro. Gli Hardy Boyz, chiamati Team Xtreme o semplicemente Hardys, lottarono di nuovo in ECW sconfiggendo la coppia composta da Elijah Burke e Sylvester Terkay per poi aprire una Open Challenge per il PPV December to Dismember. Ad accettare la sfida sono stati gli MNM, ma a portare la sconfitta sono stati gli Hardys. Questi ultimi sono stati in azione anche nel PPV successivo ovvero Armageddon 2006, in un Fatal 4 Way Ladder match valido per il WWE Tag Team Championship contro i campioni Brian Kendrick e Paul London, gli MNM e William Regal e Dave Taylor. A vincere sono stati i campioni Kendrick e London ma questo match verrà ricordato soprattutto per la rottura del naso di Joey Mercury provocatagli da un salto sulla scala di Jeff Hardy.
Joey Mercury accusa Matt Hardy per il suo infortunio e iniziano una mini rivalità. Nel PPV WWE Royal Rumble 2007 gli MNM vogliono una rivincita sugli Hardys, ma sono sempre questi ultimi a trionfare e nel PPV seguente, No Way Out, gli Hardys, insieme al campione United States Chris Benoit, sconfiggono gli MNM insieme a MVP.
Dopo aver partecipato, pur senza vincere, al Money in the Bank Match svoltosi il 1º aprile 2007 nel corso di WrestleMania 23, prende parte alla successiva puntata di Raw, lottando assieme a suo fratello Jeff in una Battle Royal con i World Tag Team Championship in palio: gli Hardys vincono il match eliminando per ultimi Lance Cade e Trevor Murdoch, togliendo le cinture a John Cena e Shawn Michaels.
Inizia così una faida con Lance Cade e Trevor Murdoch. Nel Pay Per View WWE Backlash, Matt e Jeff Hardy sconfiggono Lance Cade e Trevor Murdoch conservando i loro titoli di coppia; nel PPV seguente, WWE Judgment Day, i due fratelli conservano di nuovo le cinture di coppia sconfiggendo sempre gli stessi Cade e Murdoch. Matt e Jeff nel PPV di giugno, One Night Stand, sconfiggono Shelton Benjamin e Charlie Haas in un Ladder match conservando ancora le loro cinture di campioni di coppia. Nell'edizione di Raw successiva a One Night Stand, Lance Cade e Trevor Murdoch sconfiggono in modo scorretto i campioni di coppia conquistando le cinture; il rematch si è svolto nel PPV di giugno: Vengeance, chiamato per la prima volta "Night of Champions" dove Cade e Murdoch escono di nuovo vincitori. Dopo il PPV gli Hardys riprendono dunque le rispettive carriere da singoli con Jeff nel roster di Raw e Matt nel roster di SmackDown.

#### Regni titolati (2007–2009)

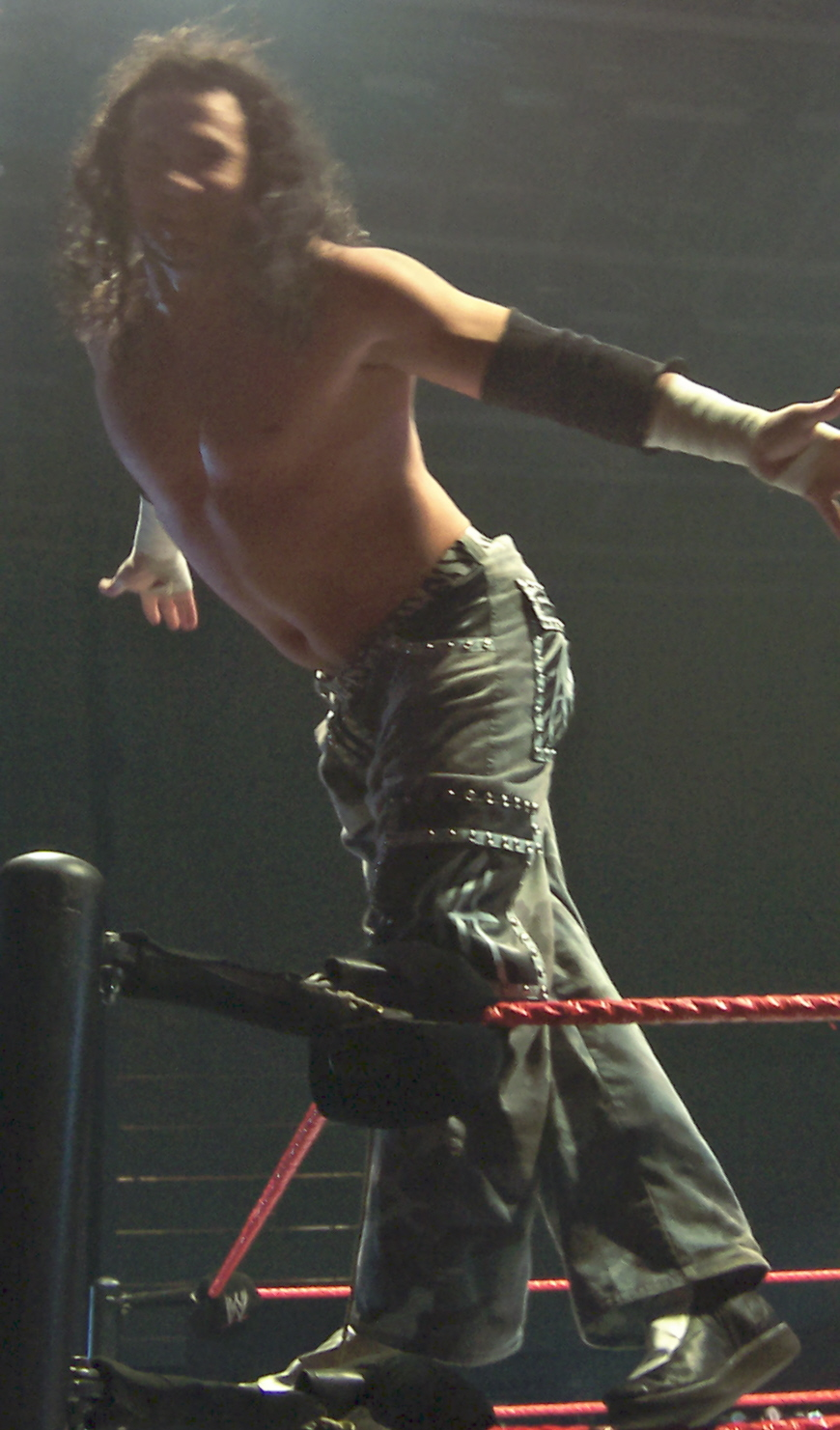
Matt Hardy durante un house show di Raw tenutosi a Brema, in Germania

Tornato stabile nel roster blu, Matt sconfigge uno dei due campioni di coppia di Raw ovvero Lance Cade e poi si lancia all'assalto del titolo degli Stati Uniti detenuto da MVP. Il 6 luglio del 2007, in un'edizione di SmackDown, Matt Hardy sconfigge proprio MVP che aveva aperto una sfida a chiunque e la settimana seguente, sempre durante lo show, viene annunciato che MVP dovrà difendere il suo titolo US nel PPV The Great American Bash contro Matt Hardy; a uscire vincitore è MVP che conserva la cintura di campione degli Stati Uniti. La rivalità tra i due, però, è appena all'inizio; nell'edizione di SmackDown seguente a The Great American Bash, Matt Hardy, in coppia con Ric Flair, sconfigge MVP in coppia con Chris Masters e a fine match Matt sfida di nuovo MVP per il titolo US ma il campione si rifiuta di mettere il titolo in palio e propone delle sfide in qualsiasi cosa per determinare chi tra i due è il migliore; Matt accetta dicendogli che lo batterà in qualsiasi cosa e in qualsiasi parte. D'ora in avanti Matt e MVP si sfideranno di settimana in settimana in prove di qualsiasi tipo. La prima sfida prende luogo nella settimana successiva al tag team match vinto da Matt e Flair, il 3 agosto 2007, sempre durante un'edizione di SmackDown, e si tratta di un Arm Wrestling (braccio di ferro) vinto da Matt Hardy e subito dopo la vittoria nell'Arm Wrestling, Matt sconfigge di nuovo MVP in un match di wrestling ma solo per count-out. La settima successiva però, MVP non è presente allo show per problemi di salute e non c'è alcuna sfida, e Matt Hardy è impegnato in un match uno contro uno contro Finlay dove vince di nuovo per count-out. In questa settimana MVP, tramite il sito della WWE, ha sfidato Matt Hardy in un match di Boxe a Saturday Night's Main Event che Matt ha accettato immediatamente; MVP ha ancora problemi di salute e nell'edizione di SmackDown prima di Saturday Night's Main Event, invita Matt nel suo V.I.P. Lounge, dove prima gli comunica che lui non potrà lottare nel match di Boxe e che a sostituirlo sarà niente meno che il 4 volte campione del mondo dei pesi massimi Evander Holyfield e dopo chiama sul ring Chris Masters perché Matt sarà impegnato nella Masterlock Challenge dove viene facilmente sconfitto anche grazie all'interferenza di MVP. Matt si presenta comunque a Saturday Night's Main Event per il match di Boxe contro Holyfield; match abbastanza squilibrato, Matt le prende per tutto il primo round e nel secondo round Holyfield potrebbe chiudere il match ma MVP sale sul ring per incitare Holyfield di colpire Matt che era praticamente KO, però lui si rifiuta e colpisce il campione US e dopo di che l'arbitro chiama il No-contest e il match finisce con un abbraccio tra Matt Hardy e Evander Holyfield. Si torna a SmackDown dove prima MVP nell'ufficio di Theodore Long se la canta e se la tira dicendo addirittura che lui può vincere il titolo di coppia da solo, Teddy gli risponde che il prossimo che entrerà nel suo ufficio farà coppia con lui tra 7 giorni a SmackDown in un match valido per i titoli di coppia di SmackDown, ad entrare è proprio il suo rivale Matt Hardy e quindi nell'edizione di SmackDown successiva al PPV SummerSlam Matt e MVP faranno coppia in un match titolato contro Deuce e Domino; intanto questa settimana Matt e MVP si affrontano in una prova di basket, vinta da Matt Hardy in quanto MVP non riesce a far canestro al suo primo tiro mentre Matt ci riesce e alla fine della sfida Matt e MVP vengono attaccati dai WWE Tag Team Champions Deuce e Domino. Prima del loro match titolato c'è The Biggest Party of the Summer: WWE SummerSlam 2007 dove MVP sfida Matt Hardy in un Beer Drinking Contest. Matt si presenta subito sul ring e accetta la sfida però gli dice che lui non può bere e ha trovato anche lui un sostituto come lui ha fatto a Saturday Night's Main Event, e il sostituto è Steve Austin; vince ovviamente Stone Cold che colpisce MVP con la Stone Cold Stunner e brinda sul ring con Matt Hardy.
Si arriva al tanto atteso match valido per i titoli di coppia che contro tutti pronostici Matt e MVP riescono a vincere e a strappare le cinture a Deuce e Domino; lo schienamento viene preso da MVP che si nomina capitano del team. Dopo 7 giorni, a SmackDown, Matt è di nuovo l'ospite del V.I.P. Lounge di MVP dove gli chiede un match per il titolo degli Stati Uniti ad Unforgiven e il campione gli risponde che vorrebbe darglielo però non può perché lui ha accettato la sfida di Deuce e Domino per i Tag Team Titles e vuole mettere alla prova Matt in un match contro Deuce che Matt vince facilmente. La settimana seguente, dopo una partita a scacchi vinta da Matt, è Matt a mettere alla prova MVP e sancisce un match tra MVP e Domino vinto proprio da quest'ultimo. Ad Unforgiven 2007 Matt Hardy e MVP vincono di nuovo e conservano le loro cinture di coppia, però questa volta lo schienamento è stato preso da Matt Hardy che se ne va con entrambe le cinture di coppia. Nell'edizione seguente di SmackDown, Matt e MVP si sfidano in una prova di football, bisogna far centro con una palla da football in una gomma; MVP fa 1 su 2, Matt fa 2 su 2. Successivamente nel ring vengono sconfitti da Deuce e Domino in un match non valido per le cinture dopo un litigio tra i due campioni. Nell'edizione di SmackDown del 28 settembre 2007 ricorre il primo anniversario di MVP nel roster di SmackDown e Matt per fargli un regalo gli dà un match contro Kane che vince per squalifica quest'ultimo dopo un colpo basso del campione degli Stati Uniti.
Il 5 ottobre 2007 Matt e MVP si confermano di nuovo Tag Team Champions dopo una buona collaborazione, e poco più tardi nello show MVP chiede a Vickie Guerrero, nuova GM di SmackDown, un match tra Undertaker e Matt Hardy visto che lui ha affrontato Kane la scorsa settimana, Vickie ci pensa un po' su e sancisce un match di coppia tra Matt e MVP contro Kane e Undertaker però prima di questo match c'è No Mercy. A No Mercy c'è un'altra sfida tra Matt e MVP, questa volta si tratta di un Pizza Eating Competition, vince chi mangia più pizza. Nell'occasione Matt era accompagnato da Maria, Diva di Chicago proprio dove si svolgeva il PPV, e MVP era accompagnato da Melina; la prova viene vinta da Matt Hardy che mangia più pezzi di pizza di MVP e alla fine gli vomita addirittura addosso. Si arriva al match tra Matt e MVP che affrontano i Brothers of Destruction; il match viene vinto proprio da questi ultimi dopo la Tombstone di Undertaker su MVP. Più le settimane passano e più i due sembrano collaborare sempre meglio, tanto è che MVP dice a Matt che gli sta diventando simpatico e che non dovrebbero affrontarsi a Cyber Sunday (il pubblico deve scegliere tra: Wrestling Match, MMA Match e Boxing Match), Matt però gli risponde che ha capito il suo discorso ma il match ci sarà e che non vuole nessun aiuto nel suo match contro Finlay. Matt sconfigge Finlay però con un piccolo aiuto di MVP. La settimana successiva Matt e MVP devono vedersela contro la strana coppia formata da Finaly e Rey Mysterio, i membri delle due coppie si affronteranno a Cyber Sunday, però in questo match nonostante la vittoria di Matt e MVP con lo schienamento di MVP su Mysterio, qualcosa va storto, Matt Hardy subisce un bruttissimo taglio sulla fronte e mette in pericolo il match tra lui e MVP in PPV. Infatti il match non si farà in quanto Matt non è nelle condizioni adatte per lottare e il suo posto viene preso da Kane che sconfigge MVP per count-out e la settimana successiva a SmackDown Matt sancisce di nuovo un match tra i due nel quale Kane sconfigge di nuovo MVP ma questa volta per schienamento. Matt torna sul ring la settimana successiva e insieme ad MVP conservano di nuovo i titoli di coppia dall'assalto dei Major Brothers che avevano vinto poco prima una Battle Royal e prima di questo match MVP ha battuto scorrettamente Matt Hardy nella sfida delle flessioni.
Si arriva all'edizione di SmackDown prima delle Survivor Series dove Matt e MVP erano in team opposti, MVP invita Matt nel suo V.I.P. Lounge e Matt continua ancora a chiedergli un match per il titolo US, ma MVP dice ancora che non è possibile perché hanno già in programma un match, un match valido per le cinture di coppia contro John Morrison e The Miz dove vincono questi ultimi e si laureano nuovi campioni di coppia. A fine match MVP sembra non essere convinto della sconfitta e chiede subito il rematch, match molto facile per Miz e Morrison che sconfiggono in pochi minuti Matt Hardy, che era rimasto sul ring con una gamba dolorante. MVP sembra voler aiutare il suo tag team partner a fine match ma lo attacca colpendolo con la sua cintura e ripetutamente alla gamba causandogli un infortunio (kayfabe). Il 21 novembre Hardy si è sottoposto ad un'appendicectomia ed è stato costretto anche a saltare il PPV Survivor Series; il 31 dicembre 2007, Matt era presente nel backstage di Raw in quanto lo show si svolgeva in North Carolina. Ma in quella puntata di Raw, Matt, viene colpito dal Punt Kick di Randy Orton che aveva una rivalità con Jeff Hardy; la convalescenza è durata circa tre mesi (kayfabe).
Il 31 marzo 2008 Matt è intervenuto durante il Money in the Bank Match di WrestleMania 24 impedendo ad MVP di vincere il match. La sera seguente era presente anche a Raw per chiudere i conti con Randy Orton che lo ha colpito con il suo calcio 3 mesi prima. Matt ottiene un match contro Orton dove però viene sconfitto ma si rifà quattro giorni dopo a SmackDown sconfiggendo per l'ennesima volta il campione US MVP e si laurea di nuovo primo sfidante al titolo. Matt Hardy ha partecipato il 21 aprile al torneo valido per l'assegnazione del titolo di King of the Ring, perdendo ai quarti di finale contro CM Punk. Questa volta però Matt non vuole perdere tempo e il 27 aprile ha sconfitto MVP in un match valido per lo United States Championship disputatosi a Backlash 2008, conquistando per la prima volta la cintura che equivale al titolo più prestigioso da singolo mai vinto in carriera e nell'edizione di SmackDown successiva al PPV difende subito la sua cintura sconfiggendo di nuovo MVP e la lunghissima rivalità con MVP termina con la vittoria di Matt che ha dimostrato a tutti che lui è meglio di MVP. Matt non sarà in PPV né a Judgment Day né a One Night Stand.
Nell'annuale Draft Lottery 2008 Matt lotta insieme a Jeff, appena passato a SmackDown, contro il tag team dell'ECW e campioni di coppia WWE The Miz e John Morrison; il team ECW sconfigge il team di SmackDown, quindi la scelta di un wrestler va all'ECW che sceglie proprio Matt Hardy che porta con sé il titolo degli Stati Uniti rendendolo un'esclusiva del brand estremo.
Matt debutta immediatamente in ECW in un match di coppia vincendo insieme a CM Punk, neo wrestler di Raw, contro The Miz e John Morrison. Nel PPV Night of Champions 2008 ha mantenuto il titolo US contro Chavo Guerrero, e dopo una sconfitta contro Shelton Benjamin a SmackDown è stato sancito un match tra i due a The Great American Bash. Il 20 luglio 2008 a The Great American Bash 2008 ha perso il titolo in favore di Shelton Benjamin.
Matt non ha ricevuto alcuna rivincita per il titolo US ma ha ottenuto un match valevole per determinare lo sfidante al titolo ECW nella puntata di ECW on Sci-Fi del 22 luglio in un Fatal 4 Way contro The Miz, Finlay & John Morrison dove a vincere è stato proprio Matt Hardy laureandosi così primo sfidante per l'ECW Championship detenuto da Mark Henry. L'incontro si è tenuto durante il pay-per-view SummerSlam 2008 ed è stato vinto da Matt Hardy per squalifica a causa dall'interferenza di Tony Atlas, manager di Henry. Ottiene un altro match per il titolo due giorni dopo durante ECW, ma perde di nuovo.
Le sue possibilità di vincere il titolo ECW non sono finite; viene sancito per Unforgiven uno Scramble match e nella puntata dell'ECW del 26 agosto ha il match di qualificazione al match contro John Morrison; Matt vince il match e si qualifica per il match di Unforgiven. Ad Unforgiven ha partecipato all'ECW Championship scramble match vincendo il match contro Mark Henry, Finlay, The Miz e Chavo Guerrero conquistando per la prima volta un titolo di campione assoluto in carriera. A No Mercy 2008 Matt Hardy ha difeso con successo l'ECW Championship contro Mark Henry, stesso dicasi per Cyber Sunday, dove ha sconfitto Evan Bourne.
Dopo aver difeso con successo l'ECW Championship contro Finlay, l'11 novembre, e dopo una piccola rivalità con il campione Intercontinentale William Regal, ha partecipato alle Survivor Series nell'Eliminatinon Tag Team Match in cui si sono affrontati il Team Batista (Batista, R-Truth, CM Punk, Kofi Kingston & Matt Hardy) ed il Team Orton (Randy Orton, Cody Rhodes, Shelton Benjamin, William Regal & Mark Henry), dove però ha vinto il Team Orton.
Il 28 novembre ha partecipato ad un Beat the Clock Challenge contro Vladimir Kozlov, per sfidare, al PPV WWE Armageddon, il WWE Champion Edge; il tempo non è stato battuto e Vladimir Kozlov ha incolpato Matt Hardy di aver perso tempo volontariamente, per favorire il fratello Jeff che deteneva il miglior tempo. Ad Armageddon è stato sconfitto da Vladimir Kozlov in un match non valevole per il titolo ECW. Dopo Armageddon Jeff è diventato campione WWE, e Matt ha difeso con successo il titolo ECW contro Chavo Guerrero. Nell'inizio del 2009 sconfigge Manu a Raw costringendolo a non far parte della Legacy e Mark Henry in ECW conservando ancora il titolo ECW.
Matt perde l'ECW Championship nella puntata di ECW del 13 gennaio 2009, registrata il 12 gennaio, contro Jack Swagger. Alla WWE Royal Rumble Matt perde il rematch contro Jack Swagger.

#### Faida con Jeff e abbandono (2009–2010)

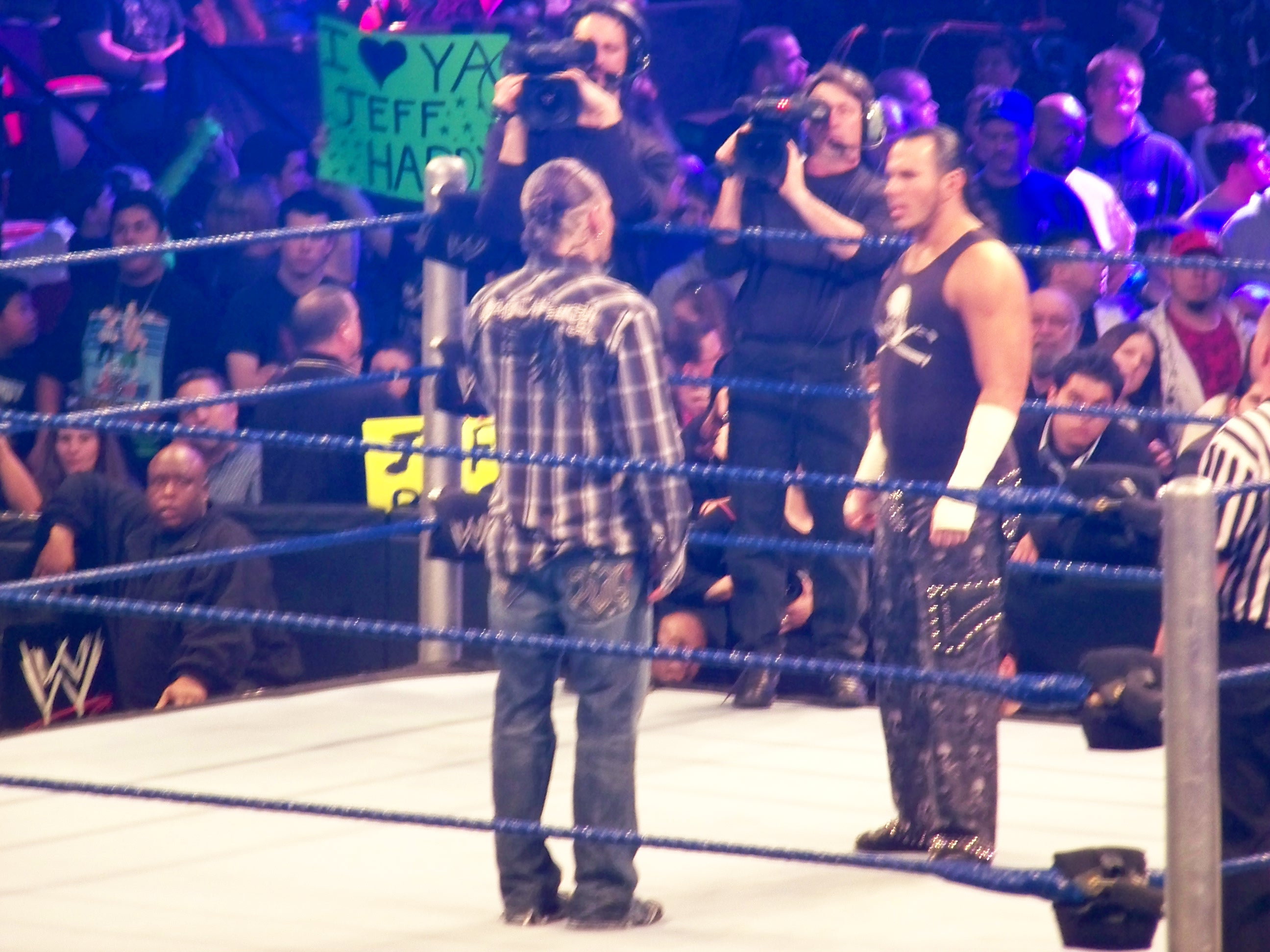
Matt Hardy faccia a faccia con suo fratello Jeff

Durante il match di suo fratello Jeff, nel PPV Royal Rumble per difendere il WWE Title, Matt si presenta nel ring per aiutarlo, proponendo di colpire Edge, l'avversario del fratello, con una sedia sotto gli occhi di sua moglie Vickie Guerrero. All'improvviso però anziché colpire Edge sconvolge il mondo con un Turn Heel e colpisce con la sedia suo fratello in pieno volto. Il martedì in ECW, il General Manager Theodore Long annuncia un approdo di Matt a SmackDown e il venerdì dà le motivazioni del suo attacco. Dice di essere stato un buon esempio per tutti i fans e nonostante questo, loro adoravano Jeff, dice di esser stato sempre lui a prendersi cura del fratello e nessuno se ne interessava. La settimana dopo Matt viene attaccato da Gregory Helms ma nonostante tutto si difende con grinta e lo respinge costringendolo ad un periodo di stop. Matt riceve anche un'opportunità per qualificarsi al Money in the Bank Ladder match ma viene sconfitto da MVP; dopo questa sconfitta, non presa tanto bene, Matt interferisce nel match del fratello facendolo perdere per squalifica regalando così il posto a Shelton Benjamin. Matt Hardy e Jeff Hardy si affronteranno a Wrestlemania 25 in un Extreme Rules match. A WrestleMania 25 Matt Hardy sconfigge il fratello Jeff in un Extreme Rules match dopo che Jeff è andato a vuoto con il Leg Drop dalla scala e Matt velocemente ha messo la testa di Jeff in una sedia e lo ha colpito con la Twist of Fate che è risultata vincente. Matt riesce a battere il fratello anche in uno Stretcher Match nell'edizione di SmackDown successiva a WrestleMania 25.
Matt Hardy passa dal roster di SmackDown al roster di Raw nell'annuale WWE Draft dopo la vittoria del World Heavyweight Champion John Cena ai danni del Campione ECW Jack Swagger. Sempre nella stessa serata Matt Hardy, nuovo membro del roster di Raw, sconfigge Mr. Money in the Bank CM Punk, nuovo membro del roster di SmackDown, per squalifica a causa dell'intervento di Jeff Hardy, portando nel roster del lunedì sera Maryse, attuale Divas Champion.
A Backlash perde contro il fratello Jeff in un I Quit Match, nella quale si procura una frattura del secondo metacarpo della mano destra ed è costretto a lottare per le settimane successive con il gesso.
La sera successiva riesce a vincere con il braccio ingessato contro Goldust proprio grazie al suo gesso. Nel Pay Per View seguente, Judgment Day, Matt Hardy interviene a favore della Rated-R Superstar Edge che gli permette di conservare il World Title dall'assalto di Jeff Hardy. Con questo intervento Matt ottiene una title shot per il titolo degli Stati Uniti dalla "moglie" di Edge, Vickie Guerrero, nell'edizione di Raw successiva al pay per view dove però viene sconfitto dal campione MVP. Il più grande dei fratelli Hardy, però, vuole a tutti i costi conquistare per la seconda volta il prestigioso US Title. A meno di una settimana dal pay per view Extreme Rules Matt Hardy, insieme a William Regal, aiuta Vickie Guerrero a sconfiggere Santino Marella e così la General Manager di Raw sancisce per Extreme Rules un Fatal 4 Way match valido per il WWE United States Championship tra Matt Hardy, William Regal, MVP e il neo campione degli Stati Uniti Kofi Kingston; però nel PPV, Extreme Rules, il match viene vinto da Kofi Kingston schienando William Regal e conservando il titolo degli Stati Uniti.
Dopo 6 settimane con il braccio destro ingessato a causa della frattura del secondo metacarpo della mano destra, Matt Hardy si presenta nel tour europeo senza il gesso. Matt riceve un'altra shot al titolo United States, però non in un'edizione di Raw, ma in quella di WWE Superstars del 25 giugno; il match era un Triple Threat dove era coinvolto anche MVP e a vincere è stato Kofi Kingston che ha conservato di nuovo la cintura. Però la sfortuna non gira dalla parte di Matt, poiché durante questo match ha subito un infortunio agli addominali e dovrà sottoporsi ad un intervento chirurgico.
Nell'edizione di Raw del 29 giugno, seguente al PPV The Bash, Mr. McMahon annuncia che Donald Trump, prima di lasciare Raw, aveva sancito un trade di 15 superstar tra Raw, SmackDown e ECW. Una delle cinque superstars a passare nel roster di SmackDown è proprio Matt Hardy. Il 2 luglio 2009 si è sottoposto all'operazione chirurgica al muscolo degli addominali che lo terrà lontano dal ring dalle otto alle dieci settimane. Matt fa il suo ritorno in WWE nell'edizione di SmackDown del 7 agosto come special enforcer nel match valido per il WWE Championship tra CM Punk e Jeff Hardy permettendo la vittoria del fratello; la settimana successiva Matt, dopo John Morrison, corre in aiuto di Jeff che stava per essere malmenato da CM Punk e la Hart Dynasty e a fine puntata Mr. McMahon ha sancito un match tra i sei la settimana seguente: gli Hardys e John Morrison contro CM Punk e la Hart Dynasty. Dopo aver porto le sue scuse al fratello per gli incidenti dei mesi passati, è tornato ufficialmente sul ring dopo ben due mesi a causa dell'infortunio all'addominale, e, insieme a Jeff Hardy e John Morrison hanno sconfitto il team composto da CM Punk e la Hart Dynasty grazie proprio al suo schienamento sull'ex World Champion. Dopo l'addio di Jeff Hardy dalla WWE causato da CM Punk (kayfabe), Matt ha subito dichiarato guerra all'atleta Straight Edge nonostante non fosse al 100% della forma attaccandolo durante un promo dove prendeva in giro Jeff e successivamente è stato sancito un match tra i due, vinto da Matt per squalifica in quanto il World Champion ha colpito Matt con una sedia; i due, la settimana successiva, si sono affrontati di nuovo in un Submission match, vinto da CM Punk grazie all'Anaconda Vise. Dopo di che Matt ha avuto un leggero calo, perdendo vari match, saltando WWE Breaking Point e qualche edizione di SmackDown. Partecipa però al PPV Hell in a Cell vincendo nel Dark match contro Mike Knox; riceve l'opportuinità di qualificarsi al team di SmackDown nel PPV Bragging Rights ma viene sconfitto dal debuttante Eric Escobar in maniera sporca. La settimana successiva a SmackDown, lui e tutti gli altri esclusi, ricevono un'altra opportunità per partecipare al PPV; nel match d'apertura dello show Matt Hardy, R-Truth, Finlay e la Hart Dynasty sconfiggono l'attuale team di SmackDown senza Chris Jericho, Kane e Shad ovvero Drew McIntyre, Eric Escobar, Dolph Ziggler & JTG in un 5 vs 4 grazie alla Twist of Fate di Matt Hardy su JTG. Quindi Matt farà parte del team di SmackDown a WWE Bragging Rights insieme a Finlay, R-Truth, Chris Jericho, Kane & la Hart Dynasty che se la vedranno contro il team di Raw che sarà composto dalla D-Generation X, Big Show, Cody Rhodes, Kofi Kingston, Mark Henry & Jack Swagger. Nel PPV WWE Bragging Rights il team di SmackDown ha avuto la meglio su quello di Raw grazie al tradimento di Big Show verso i suoi compagni, permettendo così a Chris Jericho di schienare Kofi Kingston e di portare a casa il WWE Bragging Rights Trophy. Nell'edizione successiva di SmackDown Matt prima si prende la sua rivincita personale su Eric Escobar sconfiggendolo in un match uno contro uno, poi prova a far ragionare Batista su quello che ha fatto a Rey Mysterio a WWE Bragging Rights, però l'Animale lo attacca; il GM Theodore Long ha così sancito un match tra i due per l'edizione successiva di SmackDown e a vincere è stato proprio Matt Hardy, ma solo per squalifica. Nei giorni seguenti è stato reso noto su WWE.com che alle Survivor Series si affronteranno il Team Morrison, composto da John Morrison, Finlay, Evan Bourne, Shelton Benjamin & Matt Hardy, e il Team Miz composto da The Miz, Sheamus, Drew McIntyre, Dolph Ziggler e Jack Swagger in un Traditional Survivor Series Elimination Tag Team match. Due giorni prima delle Survivor Series Matt viene sconfitto da Batista e nel PPV il Team Miz sconfigge il Team Morrison dove Matt è stato eliminato da Drew McIntyre. Dopo questo PPV negativo, Matt, prende le difese del fratello attaccato verbalmente da CM Punk che parla male del suo DVD in uscita My Life, My Rules; CM Punk, però, ha portato dalla sua parte Luke Gallows, conosciuto in passato come Festus, che lo ha fatto diventare normale (kayfabe) somministrandogli delle pasticche. Matt vince il primo match contro CM Punk per squalifica e nelle settimane successive R-Truth, che ha dei conti insospesi con CM Punk, si schiera dalla parte di Matt contro il duo Straight Edge, ma a vincere sono proprio questi ultimi. Nell'edizione di Raw del 14 dicembre 2009, puntata dedicata agli Slammy Awards, Matt ritira lo Slammy per Jeff di "Most Extreme Moment of the Year" per la Swanton Bomb eseguita dalla scala su CM Punk a SummerSlam. Il 2009 di Matt si conclude con due vittorie: una nell'edizione natalizia di SmackDown insieme a John Morrison, R-Truth & Finlay contro CM Punk, Luke Gallows, Drew McIntyre & Dolph Ziggler; la seconda, molto più prestigiosa, contro Finlay in ECW, nell'ECW Homecoming, dove si è qualificato per la Battle Royal del 12 gennaio per determinare il primo sfidante all'ECW Championship.
Il 2010, però, non inizia nel migliore dei modi; subisce subito una sconfitta nella prima edizione dell'anno di SmackDown, il 1º gennaio, contro CM Punk nel "Beat the Clock Challenge" in 7 minuti 20 secondi. Ciò nonostante non permette a CM Punk di andare a sfidare il World Champion. Matt non riesce neanche a trionfare nell'ECW Homecoming Finale eliminato da Ezekiel Jackson, dove a trionfare è stato proprio quest'ultimo. Nell'edizione di SmackDown seguente all'ECW Homecoming Finale edition, si cercano gli sfidanti al Unified WWE Tag Team Championship detenuti dalla D-Generation X; Matt Hardy sceglie come partner The Great Khali ma non riescono a vincere. Dopo questo match Matt e Khali fanno coppia fissa, iniziano una piccola rivalità con la Hart Dynasty e li riescono a battere per ben tre volte consecutive. Matt prende parte alla Royal Rumble match, ma non ottiene grande successo; la sua permanenza sul ring è stata di 20 secondi e pochi giorni dopo a SmackDown viene sconfitto da Chris Jericho nel match di qualificazione per l'Elimination Chamber. Nell'edizione di SmackDown del 12 febbraio, Matt, prima del suo match, annuncia di essersi fidanzato (kayfabe) con Maria; ma questa storia si conclude il 26 febbraio quando la WWE, sul sito ufficiale, annuncia la fine del contratto con la Diva.
Durante l'ultima edizione dell'ECW viene reso noto che Matt Hardy sarà il Pro di Justin Gabriel nella prima stagione del nuovo programma WWE NXT. Dopo aver vinto il primo match a WWE NXT sconfiggendo Skip Sheffield e il suo mentore William Regal, Matt si qualifica al Money in the Bank Ladder match di Wrestlemania XXVI sconfiggendo il campione intercontinentale Drew McIntyre a SmackDown; è dunque Matt Hardy il primo ad aver sconfitto l'imbattuto Drew McIntyre, dopo che è stata cancellata la sconfitta di quest'ultimo della settimana precedente contro Kane. Nel Money in the Bank di WrestleMania XXVI, Matt, non è riuscito a vincere nonostante sia andato vicinissimo alla vittoria; il match è stato vinto da Jack Swagger.
Nelle settimane successive a WrestleMania XXVI, Matt Hardy, è stato attaccato ogni settimana dal campione Intercontinentale Drew McIntyre, che dopo un brutto colpo alla testa lo ha costretto a restare fermo per qualche settimana. Matt torna a WWE Over the Limit, colpendo l'ormai ex campione Intercontinentale Drew McIntyre con la Twist of Fate, ma in seguito a questo, Matt viene sospeso da Mr. McMahon a tempo indeterminato senza paga. Il Rookie di Matt Hardy, Justin Gabriel, si classifica 3º nella prima stagione di WWE NXT. Matt fa il suo ritorno sul ring il 7 giugno 2010 nell'edizione speciale di Raw Viewer Choice, dove ha sconfitto Drew McIntyre dopo aver battuto nel sondaggio Goldust e Yoshi Tatsu. Inizialmente Matt era sospeso soltanto da SmackDown, successivamente viene sospeso anche da Raw. Nonostante la sospensione Matt interferisce ancora contro Drew McIntyre constandogli il match valido per il titolo Intercontinentale contro Kofi Kingston a Fatal 4-Way; nell'edizione di SmackDown successiva al PPV, Matt Hardy viene reintegrato nel roster da Theodore Long e nella stessa sera sconfigge ancora Drew McIntyre ponendo fine a questa lunga rivalità. Matt Hardy sarà uno degli otto partecipanti al Money in the Bank di SmackDown; anche questa volta, come a WrestleMania XXVI, è andato vicinissimo alla vittoria, ma non è riuscito a staccare la valigetta, vinta da Kane che ha incassato il Money in the Bank la stessa notte sconfiggendo Rey Mysterio e diventando World Heavyweight Champion. Dopo il PPV Money in the Bank, Matt Hardy, insieme a Christian, anche se con qualche malinteso, iniziano a lottare insieme contro il duo Cody Rhodes e Drew McIntyre, dove a vincere sono quasi sempre questi ultimi. Matt è stato costretto anche ad un periodo di pausa a causa di un infortunio alla caviglia (kayfabe) provocatogli da Drew McIntyre. Matt Hardy non è più contento del suo ruolo in WWE e dopo tanti video shoot su YouTube e tanti messaggi criptici su Twitter, viene svincolato dalla WWE il 15 ottobre 2010.
Matt Hardy torna sul ring per la prima volta dopo il licenziamento dalla WWE il 4 dicembre 2010, dove in uno show a Milwaukee, nel Wisconsin, sconfigge Shawn Daivari; Mr. Anderson è stato l'arbitro speciale della contesa.

### Total Nonstop Action (2011)

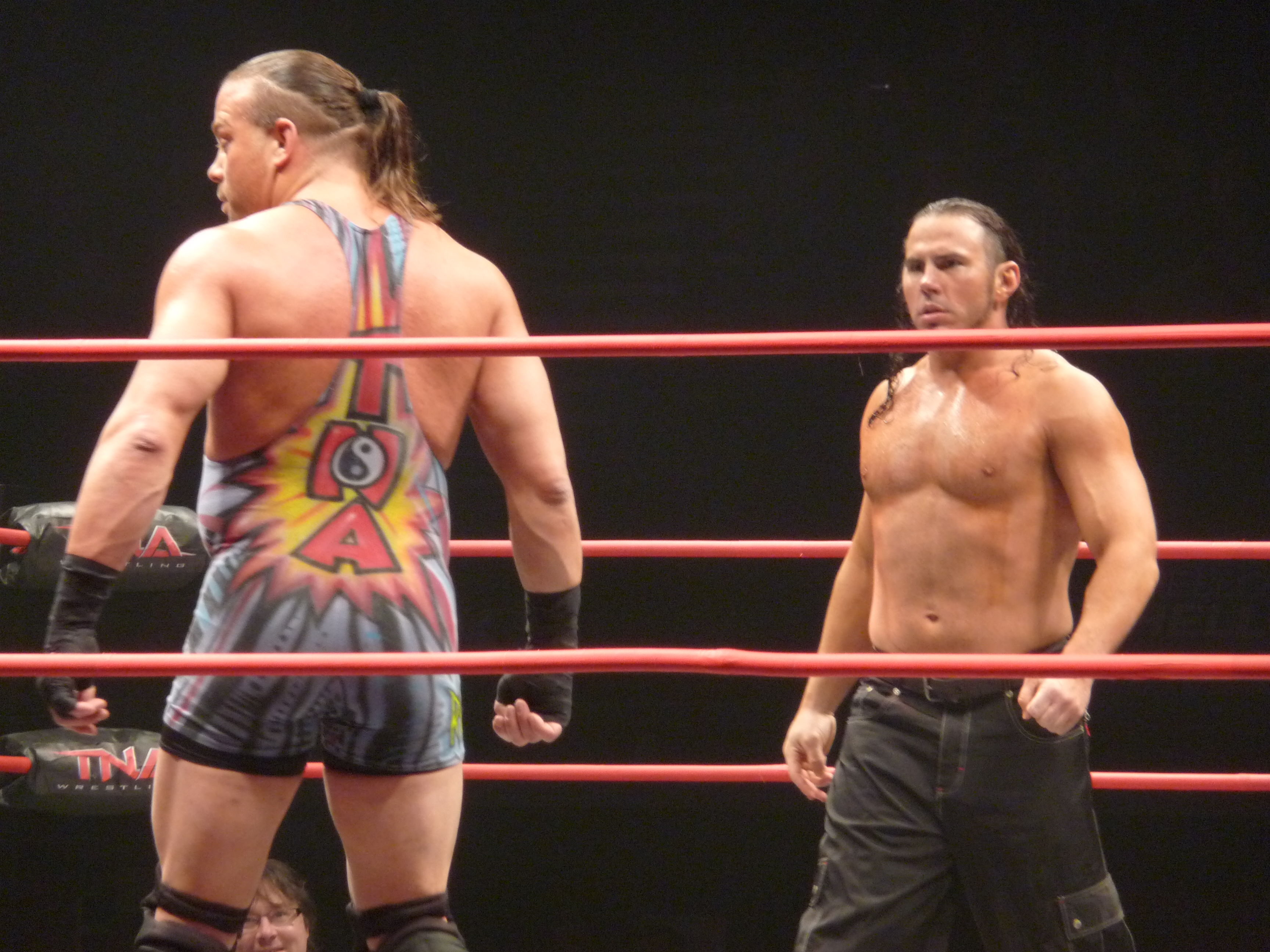
Matt Hardy impegnato in un match contro Rob Van Dam

Hardy, debutta nella Total Nonstop Action Wrestling il 9 gennaio 2011 durante il PPV Genesis, in veste di avversario misterioso di Rob Van Dam; a vincere è stato proprio Matt Hardy. Nella stessa sera interferisce anche nel match tra suo fratello e Mr. Anderson valido per il TNA World Heavyweight Championship, ma Jeff perderà la cintura a causa dell'interferenza di Rob Van Dam. Matt entra a far parte degli Immortal riunendosi quindi con suo fratello Jeff e cambierà dopo 12 anni il nome della sua celebre finisher rinominandola Twist of Hate. Nella puntata di Impact! del 13 gennaio ha fatto coppia con Jeff dopo circa 1 anno e mezzo sancendo così il ritorno degli Hardys, nel quale hanno sconfitto Mr. Anderson e Rob Van Dam. Nell'edizione di iMPACT! del 3 febbraio, gli Immortals vengono traditi da quattro membri: AJ Styles, Robert Roode, James Storm e Frankie Kazarian rivelandosi i "They" pubblicizzati da Crimson. Nel PPV di febbraio, Against All Odds Matt Hardy viene sconfitto da Rob Vam Dam; ma nell'edizione di iMPACT! seguente al PPV, sconfigge AJ Styles grazie all'aiuto di Ric Flair. A Victory Road, Matt, viene sconfitto da AJ Styles. Nel PPV LockDown, gli Immortal (Matt Hardy, Bully Ray, Abyss & Ric Flair), vengono sconfitti dalla Fortune (Christopher Daniels, James Storm, Robert Roode & Kazarian), grazie all'intervento di AJ Styles, in un Lethal Lockdown match. Nell'edizione di iMPACT! seguente al PPV, Matt, riceve la sua prima opportunità ad un titolo mondiale in carriera, dove però viene sconfitto dal campione Sting. Nell'edizione di iMPACT! precedente al PPV Sacrifice, dopo un promo contro sé e suo fratello, Matt decide di sfidare i Beer Money per il TNA World Tag Team Championships insieme a Chris Harris ex compagno di coppia di James Storm, ma nel PPV vengono sconfitti.
Dopo il PPV Sacrifice, la TNA lancia il nuovo nome per il suo show di punta: IMPACT Wrestling. Matt Hardy, dopo aver vinto un match insieme ad Eric Bischoff e averne perso uno contro Crimson, viene sospeso a tempo indeterminato dalla federazione di Orlando a causa di ritardi per arrivare sul luogo dove si svolgeva lo show.
Il 20 agosto 2011, Matt Hardy, viene arrestato per guida in stato d'ebbrezza e successivamente viene ufficializzato il suo licenziamento sul sito ufficiale della compagnia. Nei giorni seguenti al licenziamento, Matt, ha vissuto dei giorni molto travagliati: prima è stato portato d'urgenza in ospedale a causa di un incidente domestico ed è stato dimesso il giorno successivo, dopo di che, ha postato uno dei suoi video criptici su YouTube, dicendo che il suo alter ego, "Matthew Hardy", personaggio che aveva creato lo stesso Matt proprio un anno fa, era "morto". Il web si è scatenato grazie a questo video credendo che Matt Hardy avesse in mente di tentare il suicidio; YouTube ha immediatamente cancellato il video e, Matt, il giorno dopo, ha chiarito che non si trattava di nessun suicidio e tramite un altro video, si è scusato con tutti quelli che avevano pensato in male, e ha anche dichiarato che la sua carriera da Pro Wrestler a full time è finita a causa di numerosi infortuni che ha avuto durante tutta la sua carriera e soprattutto negli ultimi 2 anni. Il 19 settembre 2011, tramite il suo canale di YouTube, ha annunciato che andrà in riabilitazione a spese della WWE per i prossimi tre mesi, ringraziando la stessa WWE, Vince McMahon e John Laurinaitis. Infine ha anche annunciato che dopo questi tre mesi, aprirà una scuola di wrestling per aiutare i giovani talenti a crescere. Nei giorni seguenti Eric Bischoff ha affermato che Matt non è stato licenziato dalla TNA, ma gli è semplicemente scaduto il contratto.

### Ritorno in Ring of Honor (2011–2015)

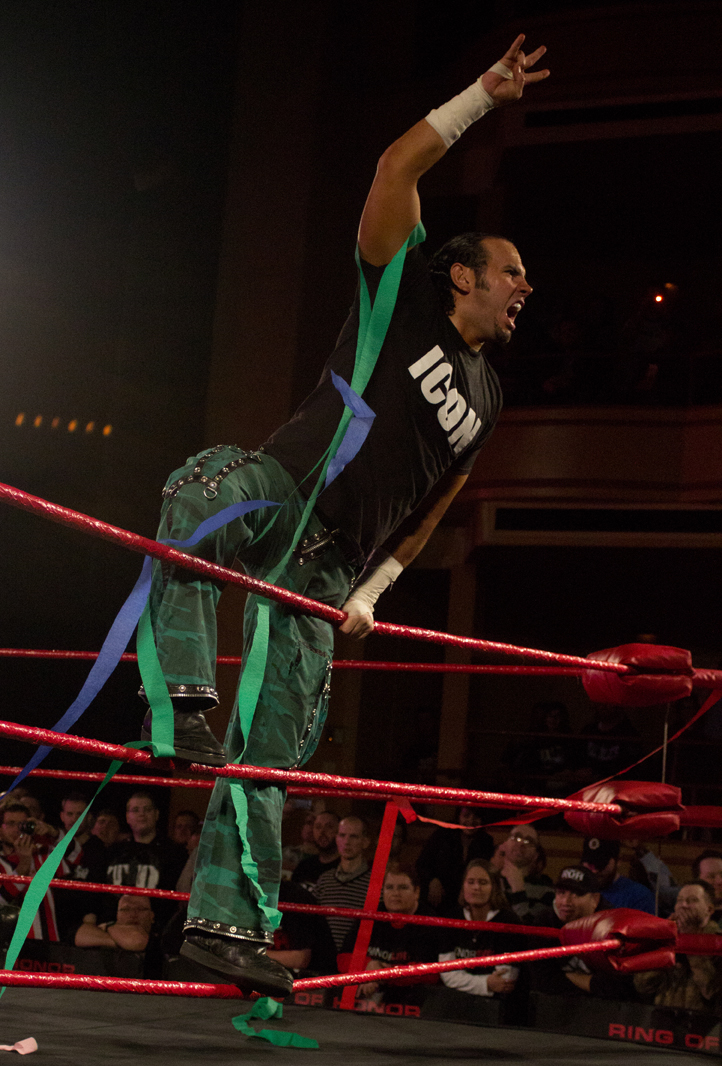
Matt Hardy alla ROH

Dopo la scarcerazione avvenuta a fine novembre, Matt Hardy, ha ripreso la sua vita di tutti i giorni e tramite un video caricato su YouTube il 14 gennaio 2012, ha confermato che tornerà nel mondo del wrestling. Il suo ritorno avviene in alcune federazioni indipendenti come la Mid Atlantic Championship Wrestling, la Pro Wrestling Syndicate e la Northeast Wrestling. Il 19 maggio vince un match contro MVP in una federazione indipendente, la Crossfire Wreslting. Matt continua a militare per qualche mese nelle indies.
L'11 settembre la ROH conferma il ritorno di Matt Hardy nella federazione dopo sette anni (Hardy aveva già militato in ROH nel 2005 sotto il nome di Angelic Diablo) nell'iPPV "Death Before Dishonor X: State of Emergency". Al ritorno, Hardy sfida il Adam Cole, attuale ROH World Television Champion per "ROH Final Battle 2012: Doomsday" il 16 dicembre 2012. Cole accetta ed Hardy attraverso vari promo afferma di rispettare l'avversario e di ritenerlo il miglior prospetto che la Ring Of Honor ha da offrire, per questo lo vuole sfidare. L'11 aprile 2013, la WWE aggiunge Matt Hardy nella sezione "WWE Alumni" nel suo sito ufficiale.
Nel primo pey-per-view della ROH, Best In The World 2014, combatte in coppia con Michael Bannett perdendo contro i Briscoe Brothers (Jay e Mark Briscoe)

### Ritorno in TNA (2015–2017)

#### TNA World Heavyweight Champion (2015–2016)
Matt Hardy conquista il titolo mondiale sconfiggendo Ethan Carter III in un Last Man Standing match grazie al fondamentale aiuto di sua moglie e di Tyrus. Quest'ultimo dopo aver tradito il suo capo, si allea con il campione che dunque effettua un turn heel. La settimana successiva ha un confronto verbale con suo fratello Jeff Hardy il quale lo sfida ad un incontro titolato. Il match non ha inizio a causa dell'attacco di Bram e Eric Young ai danni del Charismatic Enigma. La settimana successiva batte Kurt Angle grazie alle interferenze di Tyrus e di sua moglie Reby Sky, mantenendo il TNA World Heavyweight Championship. A TNA Lockdown mantiene il TNA World Heavyweight Championship sconfiggendo Ethan Carter III grazie all'aiuto di Rockstar Spud che dunque si allea con il campione. Il match si è disputato nella Six sides of steel. Nell'episodio live del 15 marzo 2016 Matt Hardy disputa un triple treat match contro Ethan Carter III e Jeff Hardy con in palio il TNA World Heavyweight Championship. Il match termina con un no contest quando EC3 e Jeff Hardy vengono attaccati da Mike Bennett, Eric Young, Bram, Rockstar Spud e Tyrus. Alla fine Drew Galloway incassa la sua title shot e sconfigge Hardy schienandolo dopo una future shock DDT, laureandosi nuovo campione.

#### BrokenMatt Hardy (2016–2017)
Hardy ritornò nell'episodio di Impact del 17 maggio, dove si rivelò essere uno dei finti Willow che avevano attaccato il fratello Jeff nelle settimane precedenti. Più tardi quella stessa sera attaccò Jeff Hardy nel corso del main event disputato contro Mike Bennett. Nel corso delle settimane seguenti, Matt Hardy iniziò a cambiare la sua gimmick, interpretando un personaggio dall'animo tormentato e con l'accento shakespeariano che incolpava il fratello Jeff – a cui si riferiva con il nome di "Brother Nero" – per averlo distrutto. I due iniziarono così nuovamente una faida familiare. A Slammiversary fu sconfitto da Jeff in un Full Metal Mayhem match, così come in un Six Sides of Steel match nella puntata di Impact andata in onda il 21 giugno. La settimana seguente Broken Matt sfidò il fratello minore ad un'ultima battaglia, con il palio il cognome degli Hardy, svoltasi nell'episodio del 5 luglio e che lo vide questa volta vittorioso.

### Secondo ritorno in WWE (2017–2020)

#### Ritorno degli Hardy Boyz (2017–2018)

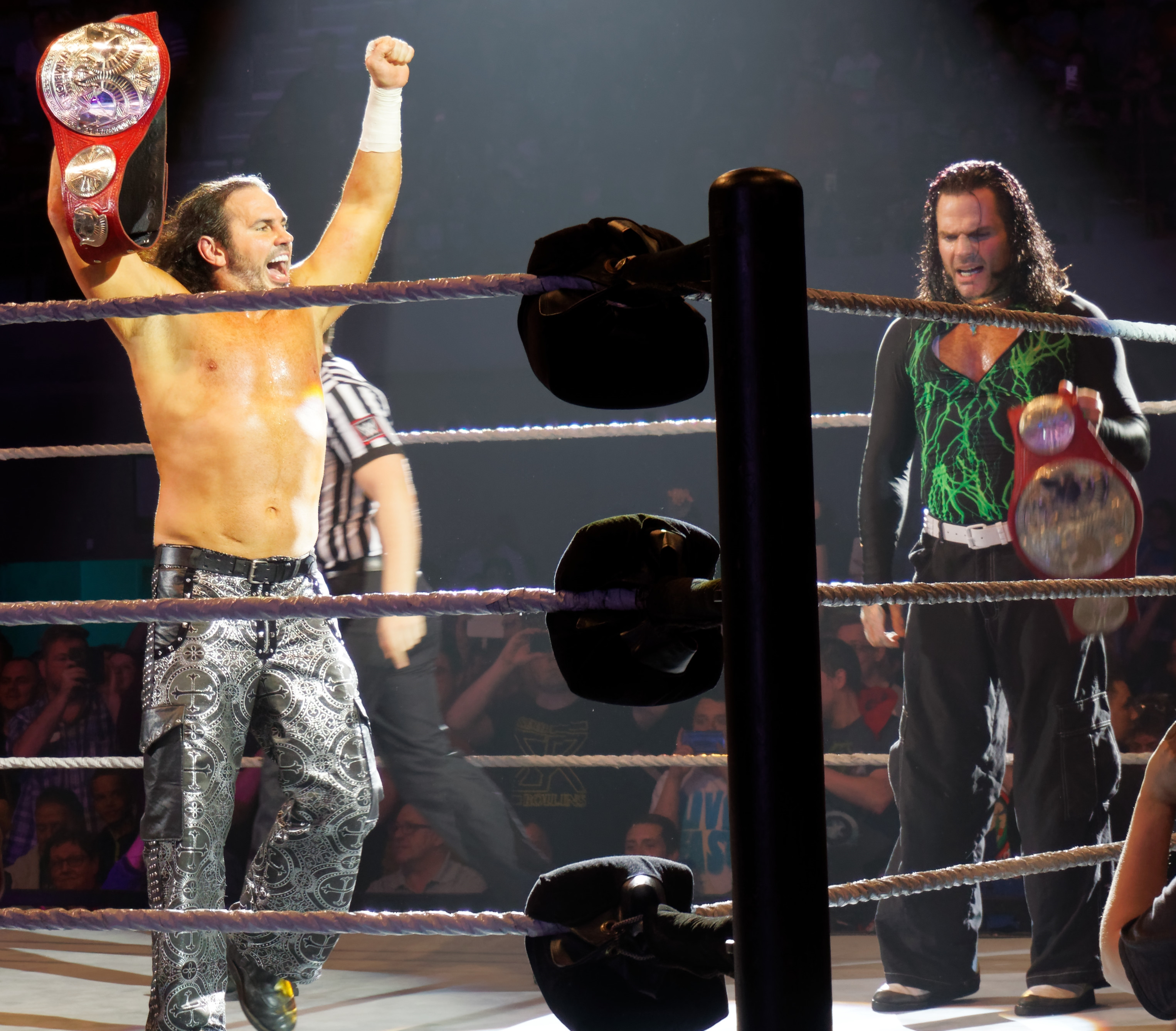
Gli Hardy Boyz come Raw Tag Team Champions nel maggio del 2017

Matt Hardy fece il suo ritorno in WWE insieme al fratello Jeff il 2 aprile 2017, a WrestleMania 33, inserendosi nel Ladder match per il Raw Tag Team Championship che includeva anche i campioni Luke Gallows e Karl Anderson, Enzo Amore e Big Cass e Cesaro e Sheamus; i fratelli Hardy vinsero le cinture di coppia per la settima volta in carriera. La sera dopo, a Raw, difesero con successo i titoli contro Luke Gallows e Karl Anderson. Il 30 aprile, a Payback, gli Hardy Boyz difesero con successo i titoli contro Cesaro e Sheamus, che attaccarono però i due fratelli a match concluso, effettuando un turn heel; in seguito, Cesaro e Sheamus guadagnarono il diritto ad un ulteriore match contro Jeff e Matt per Extreme Rules, dove gli Hardy Boyz persero le cinture in uno Steel Cage match dopo 63 giorni di regno. Nella puntata di Raw del 12 giugno gli Hardy Boyz non riuscirono a riconquistare i titoli contro Cesaro e Sheamus in un 2-out-of-3 Falls match poiché esso terminò in doppio count-out sul punteggio di 1-1. Il 9 luglio, a Great Balls of Fire, gli Hardy Boyz affrontarono nuovamente Cesaro e Sheamus in un 30-minute Iron Man match per il Raw Tag Team Championship ma vennero sconfitti per 4-3. Il 20 agosto, nel Kick-off di SummerSlam, gli Hardy Boyz e Jason Jordan vennero sconfitti da The Miz e dal Miztourage. Nella puntata di Raw del 28 agosto Matt partecipò ad una Battle Royal per determinare lo sfidante all'Intercontinental Championship di The Miz ma venne eliminato da Luke Gallows. Nella puntata di Raw del 18 settembre Matt partecipò ad una Six-pack Challenge che includeva anche, oltre a suo fratello Jeff, Bo Dallas, Curtis Axel, Elias e Jason Jordan per determinare lo sfidante all'Intercontinental Championship di The Miz ma il match venne vinto da Jordan. In questo periodo, Jeff si infortunò gravemente e venne costretto ad uno stop di sette mesi, lasciando Matt a lottare da solo. Il 19 novembre, nel Kick-off di Survivor Series, Matt venne sconfitto da Elias.

#### "Woken" Matt Hardy (2018–2019)
Nella puntata di Raw del 27 novembre Matt venne sconfitto da Bray Wyatt, mostrando i primi segni del ritorno alla gimmick Broken. La settimana successiva passò definitivamente alla gimmick Broken (rinominata Woken dalla WWE). Nella puntata di Raw dell'8 gennaio 2018 "Woken" Matt debuttò con la sua nuova gimmick sconfiggendo facilmente Curt Hawkins. Nella puntata speciale di Raw 25th Anniversary del 22 gennaio "Woken" Matt venne sconfitto da Bray Wyatt. Il 28 gennaio, alla Royal Rumble, Hardy partecipò all'omonimo match entrando col numero 19 ma venne eliminato da Bray Wyatt. Nella puntata di Raw del 29 gennaio Hardy venne sconfitto da Elias in un match di qualificazione all'Elimination Chamber match nell'omonimo pay-per-view. Nella puntata di Raw del 12 febbraio Hardy partecipò ad un Fatal 5-Way match che comprendeva anche Apollo Crews, Bray Wyatt, Finn Bálor e Seth Rollins con in palio l'ultima possibilità di inserirsi nell'Elimination Chamber match ma l'incontro venne vinto in contemporanea da Bálor e Rollins. Il 25 febbraio, a Elimination Chamber, Hardy sconfisse Bray Wyatt. Nella puntata di Raw del 19 marzo andò in onda l'Ultimate Deletion match tra Hardy e Wyatt all'interno dell'Hardy Compound (l'abitazione di Matt), dove lo stesso Hardy riuscì a sconfiggere Wyatt grazie anche al ritorno del fratello Jeff e al giardiniere, il Señor Benjamin. L'8 aprile, nel Kick-off di WrestleMania 34, Hardy vinse la quinta edizione dell'André the Giant Memorial Battle Royal eliminando per ultimo Baron Corbin grazie all'aiuto di Bray Wyatt. Il 27 aprile, a Greatest Royal Rumble, Hardy e Wyatt, dopo essersi alleati, sconfissero Cesaro e Sheamus conquistando così il vacante Raw Tag Team Championship per la prima volta. Dopo una serie notevole di vittorie, il 15 luglio, a Extreme Rules, Hardy e Wyatt persero le cinture di coppia contro il B-Team dopo 79 giorni di regno. Nella puntata di Raw del 23 luglio Hardy e Wyatt affrontarono il B-Team nella rivincita titolata ma vennero sconfitti. Nella puntata di Raw del 13 agosto Hardy e Wyatt presero parte ad un Triple Threat Tag Team match per il Raw Tag Team Championship che includeva anche i campioni del B-Team e i Revival ma il match venne vinto dai campioni. Il 15 settembre Matt annunciò un ritiro temporaneo, dedicandosi al ruolo di produttore nel backstage di Raw.

#### Varie faide (2019–2020)
Nella puntata di SmackDown del 26 febbraio 2019 Matt fece il suo ritorno dopo un infortunio, riformando gli Hardy Boyz insieme al fratello Jeff. Il 7 aprile, nel Kick-off di WrestleMania 35, Matt partecipò all'annuale André the Giant Memorial Battle Royal ma venne eliminato da Braun Strowman. Nella puntata di SmackDown del 9 aprile gli Hardy Boyz sconfissero gli Usos conquistando lo SmackDown Tag Team Championship per la prima volta. Nella puntata di SmackDown del 30 aprile gli Hardy Boyz, tuttavia, dovettero rendere vacanti i titoli dopo 21 giorni a causa di un reale infortunio di Jeff. Nella puntata di SmackDown del 21 maggio Matt apparve insieme ad altri wrestler per inseguire R-Truth per conquistare il 24/7 Championship. Hardy tornò, dopo un lungo periodo di assenza, nella puntata di Raw del 25 novembre 2019 dove venne sconfitto da Buddy Murphy. Nella puntata di Raw del 16 dicembre Hardy partecipò ad un Gauntlet match per determinare lo sfidante allo United States Championship ma venne eliminato da Ricochet. Nella puntata di Raw del 10 febbraio 2020 Hardy apparve sul ring per discutere con Randy Orton circa l'attacco di quest'ultimo due settimane prima a Edge, ma venne brutalmente attaccato dallo stesso Orton con due sedie, venendo infortunato (kayfabe).
Il 2 marzo il suo contratto con la WWE scadde e lasciò la federazione.

### All Elite Wrestling (2020–2024)
Nella puntata di Dynamite del 18 marzo 2020 ha debuttato con la gimmick "Broken" durante il segmento tra l'Inner Circle e l'Elite, dichiarandosi come rimpiazzo di Nick Jackson per Blood and Guts. Il 20 settembre 2020 partecipa a All Out vincendo contro Sammy Guevara. Il 7 novembre 2020 partecipa a Full Gear, combattendo contro lo stesso Sammy Guevara in un Elite Delition Match, il match si è concluso con la vittoria di Matt.
L'8 aprile 2024 fu comunicato che il suo contratto con la AEW era scaduto e non è stato rinnovato.

### Ritorno alla Total Nonstop Action Wrestling (2024-presente)
Tornò nella Total Nonstop Action Wrestling il 20 aprile con la gimmick "Broken", al termine del pay-per-view Rebellion, dove attaccò Moose, detentore del TNA World Championship, ma il 14 giugno a Against All Odds non riuscì a vincere il titolo. Al termine del match Moose attaccò Hardy, che venne salvato dal fratello Jeff, anche lui di ritorno in TNA.
In seguito al ritorno di Jeff, i due tornarono a lottare in coppia e a Bound for Glory, gli Hardy sconfissero The System e ABC in un Three-way full metal mayhem match vinsero il TNA World Tag Team Championship per la terza volta.

## Vita privata
Matt Hardy si è sposato il 5 ottobre 2013 con la modella di Playboy Rebecca Reyes.

## Personaggio

### Mosse finali

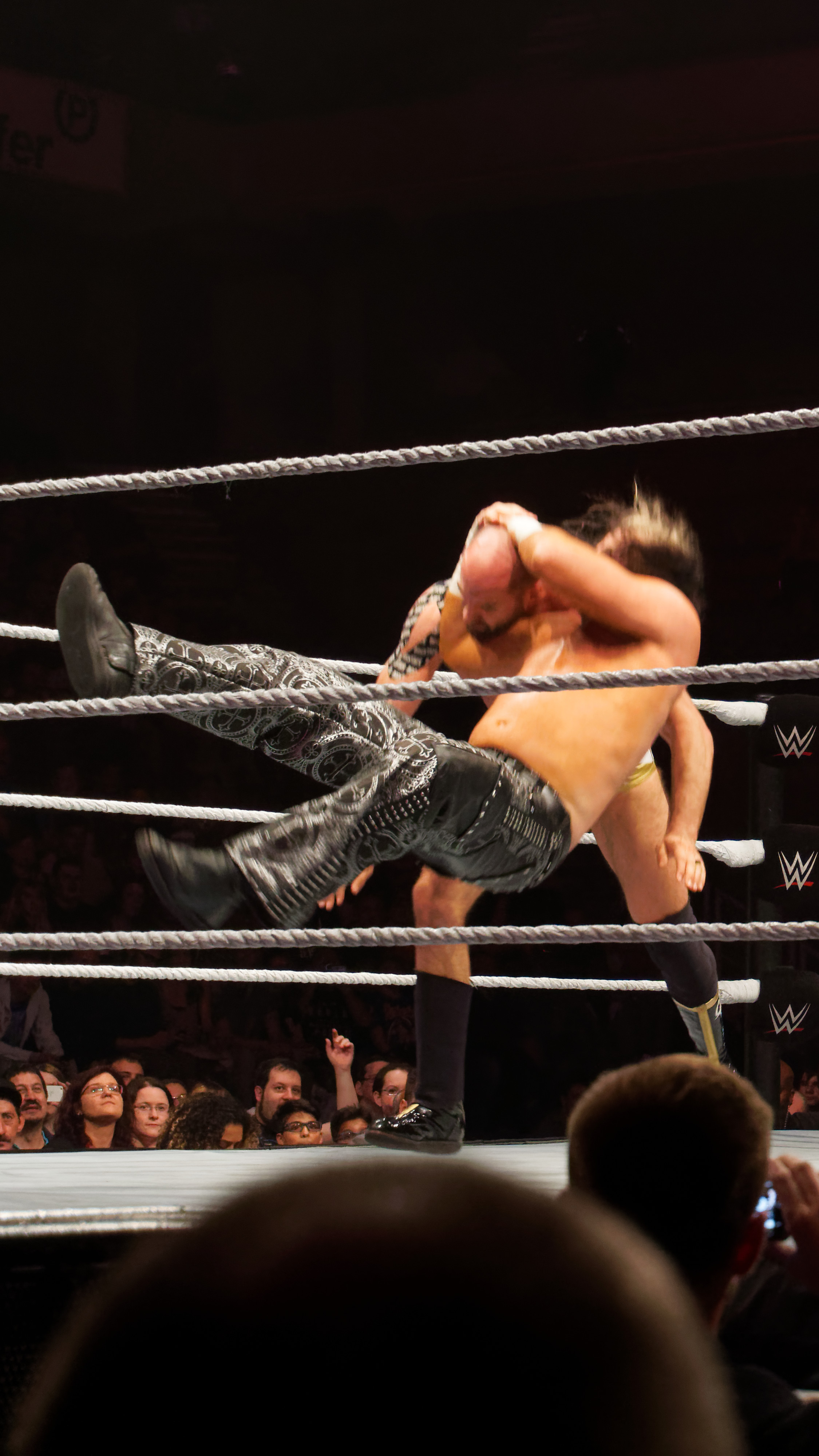
Hardy esegue la Twist of Fate su Cesaro

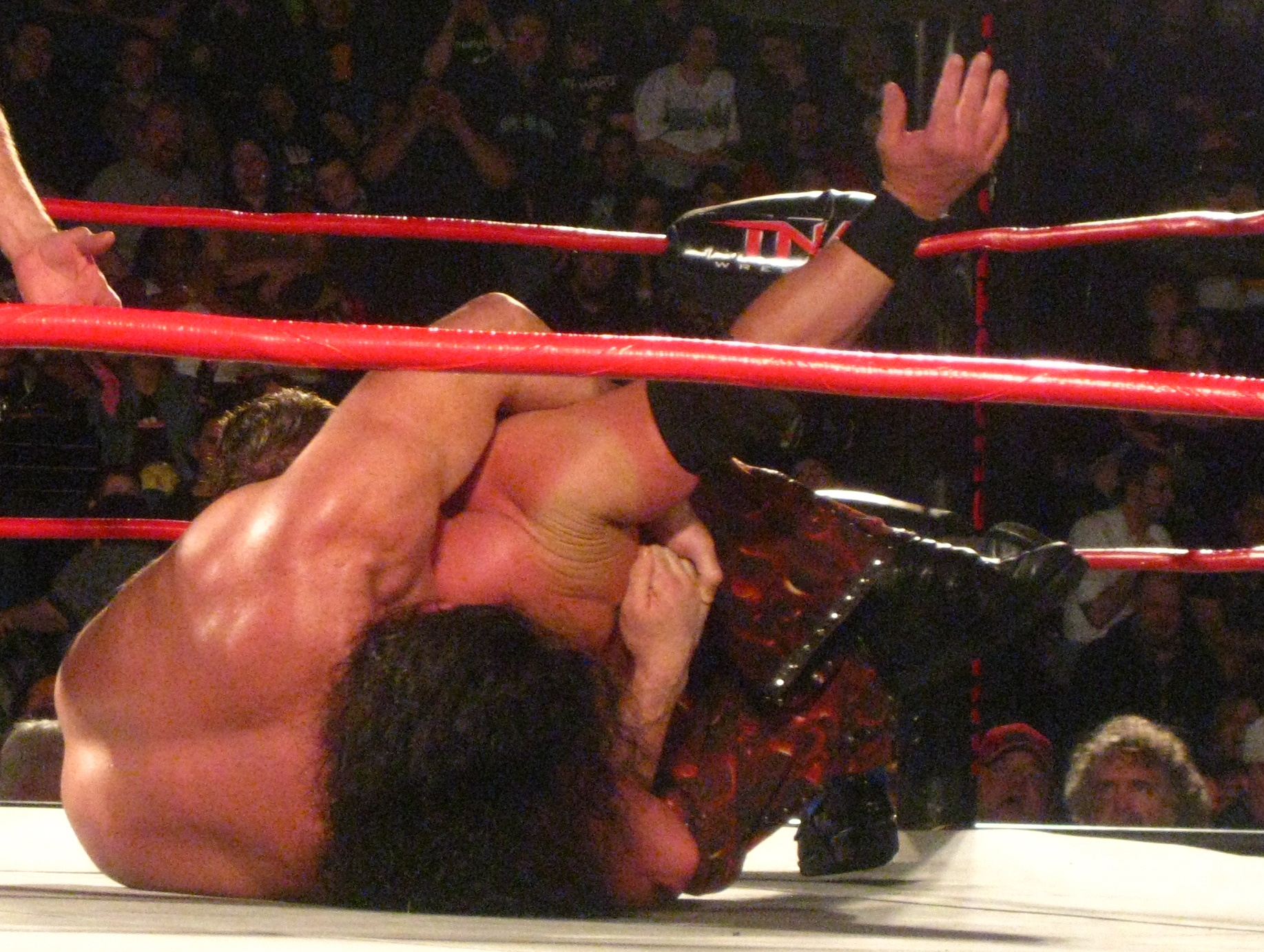
Hardy esegue la Ice Pick su A.J. Styles

- Ice Pick (TNA) / White Light Experience (circuito indipendente) (Double underhook con bodyscissors)
- Twist of Fate (Front facelock cutter a volte dalla corda più alta)

### Soprannomi
- "Big Money Matt"
- "Broken"
- "Cold Blooded"
- "The Man Who Will Not Die"
- "Mattitude"
- "Woken"

### Wrestler allenati
- Shannon Moore
- Gregory Helms
- Marty Garner
- Jason Arhndt
- Lita
- Ashley Massaro
- Reby Sky

## Titoli e riconoscimenti

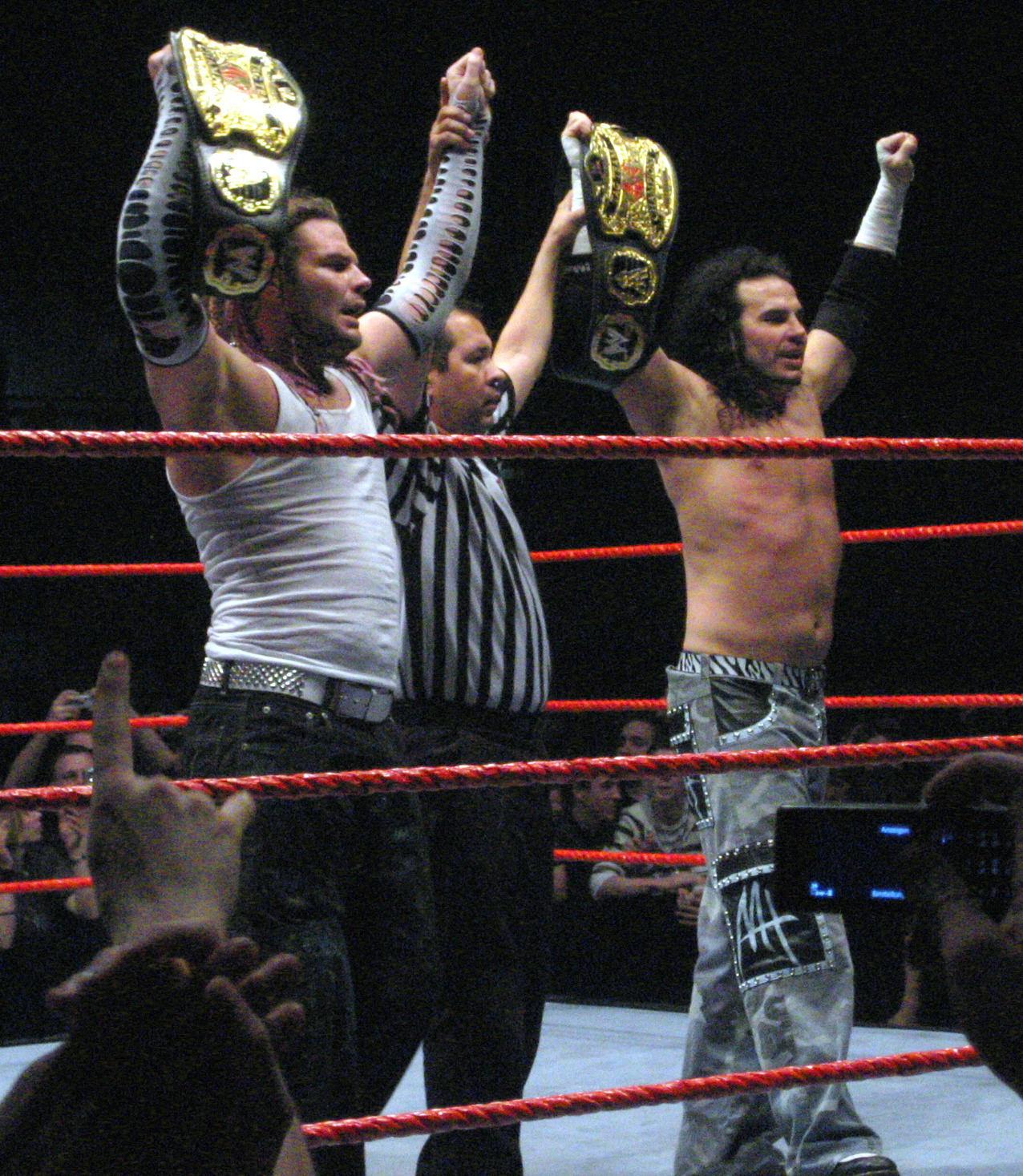
Matt e Jeff Hardy con il World Tag Team Championship, titolo che hanno detenuto sei volte

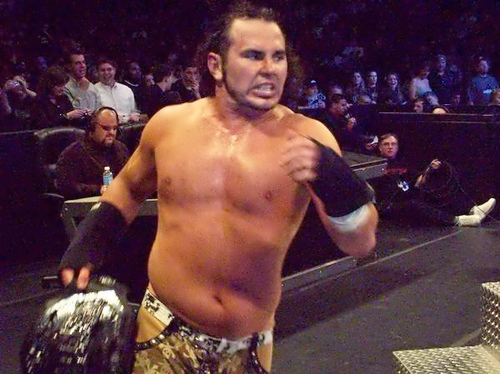
Matt con l'ECW Championship, titolo che ha detenuto una volta

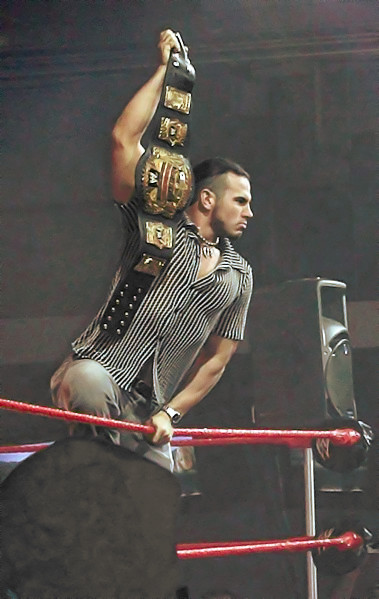
Matt con il Cruiserweight Championship, titolo che ha detenuto una volta

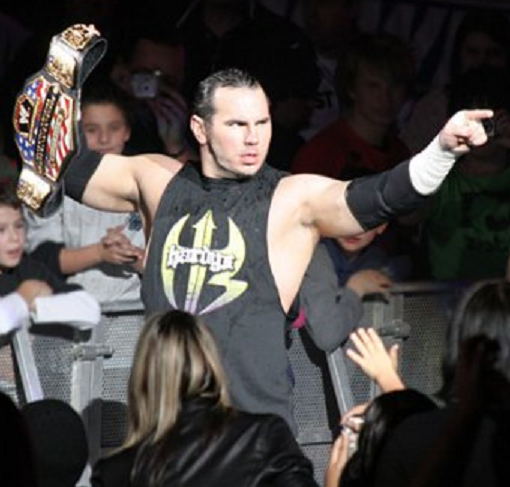
Matt con lo United States Championship, titolo che ha detenuto una volta

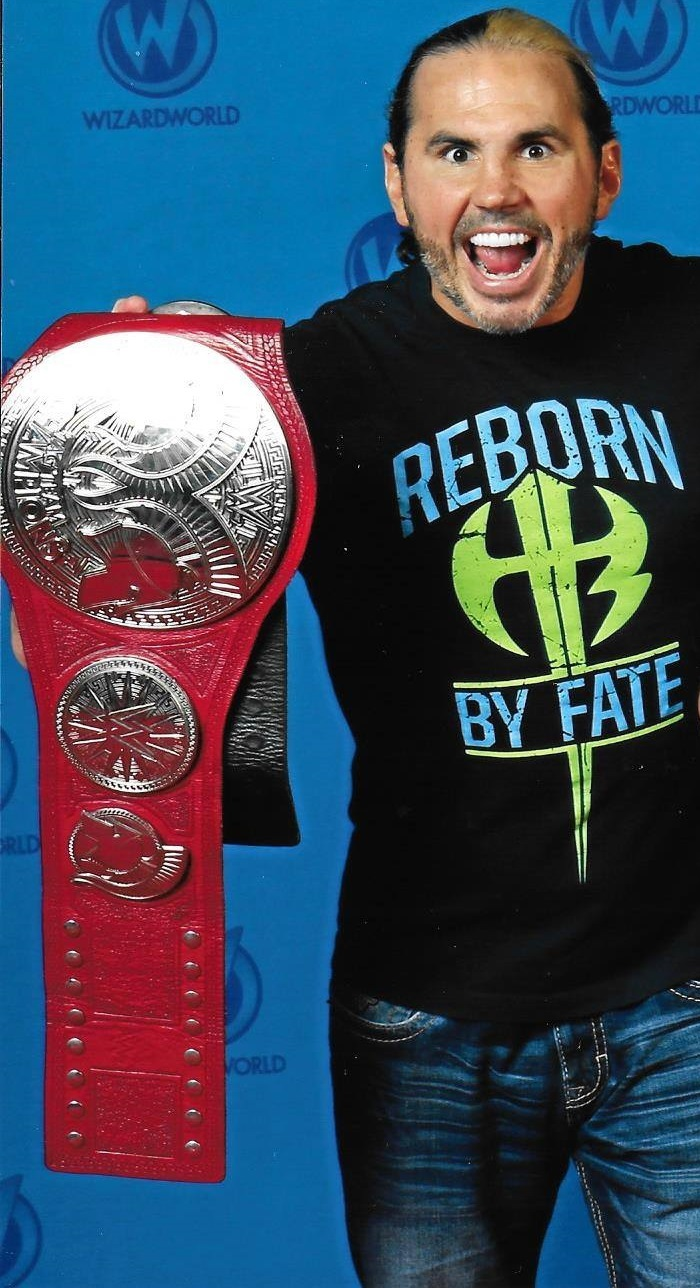
Matt con il Raw Tag Team Championship, titolo che ha detenuto tre volte

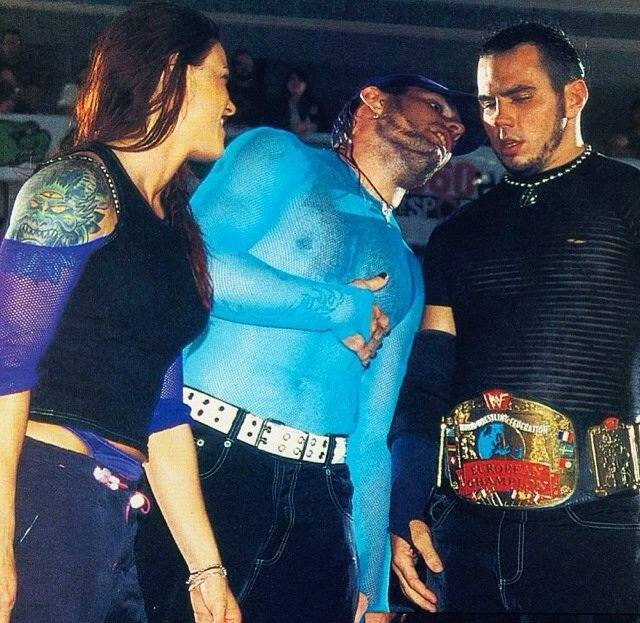
Matt (a destra) con il WWF European Championship, titolo che ha detenuto una volta

- All Star Wrestling (West Virginia)
  - ASW Tag Team Championship (1) – con Jeff Hardy
- CBS Sports
  - Worst Moment of the Year (2020) - vs. Sammy Guevara a All Out
- The Crash
  - The Crash Tag Team Championship (1) – con Jeff Hardy
- Future Stars of Wrestling
  - FSW Heavyweight Championship (1)
- House of Glory
  - HOG Tag Team Championship (1) – con Jeff Hardy
- Maryland Championship Wrestling/MCW Pro Wrestling
  - Extreme Rising World Championship (1)
  - MCW Heavyweight Championship (1)
  - MCW Tag Team Championship (1) – con Jeff Hardy
- National Championship Wrestling
  - NCW Heavyweight Championship (1)
  - NCW Light Heavyweight Championship (1)
- New Dimension Wrestling
  - NDW Light Heavyweight Championship (1)
  - NDW Tag Team Championship (1) – con Jeff Hardy
- New England Wrestling Alliance
  - NEWA Heavyweight Championship (1)
  - NEWA Hall of Fame (Classe del 2012)
- New Frontier Wrestling Association
  - NFWA Heavyweight Championship (1)
  - NFWA Tag Team Championship (1) – con Venom
- NWA 2000
  - NWA 2000 Tag Team Championship (1) – con Jeff Hardy
- OMEGA Championship Wrestling
  - OMEGA Heavyweight Championship (1)
  - OMEGA Tag Team Championship (2) – con Jeff Hardy
- Pro Wrestling South
  - PWS Heavyweight Championship (1)
- Pro Wrestling Illustrated
  - Comeback of the Year (2017)
  - Feud of the Year (2005) - vs. Edge e Lita
  - Match of the Year (2000) - The Hardy Boyz vs. The Dudley Boyz vs. Edge e Christian a WrestleMania 2000
  - Match of the Year (2001) - The Hardy Boyz vs. The Dudley Boyz vs. Edge e Christian a WrestleMania X-Seven'
  - Tag Team of the Year (2000) - con Jeff Hardy
  - 17º tra i 500 migliori wrestler singoli secondo PWI 500 (2003)
- Pro Wrestling Syndicate
  - PWS Heavyweight Championship (1)
- Remix Pro Wrestling
  - Remix Pro Tag Team Championship (1) – con Facade
- Ring of Honor
  - ROH World Tag Team Championship (1) – con Jeff Hardy
- Rolling Stone
  - Most Welcome Loss of Sanity of the Year (2017)
- Total Nonstop Action Wrestling
  - TNA World Tag Team Championship (3) – con Jeff Hardy
  - TNA World Heavyweight Championship (2)
- World Wrestling Federation/Entertainment
  - World Tag Team Championship (6)[14] – con Jeff Hardy
  - WWE Raw Tag Team Championship (3)[15] – con Bray Wyatt (1), Jeff Hardy (1) e MVP (1)
  - WWE Cruiserweight Championship (1)
  - WWE SmackDown Tag Team Championship (1) – con Jeff Hardy
  - WWE United States Championship (1)
  - WWF European Championship (1)
  - WWF Hardcore Championship (1)
  - WCW Tag Team Championship (1) – con Jeff Hardy
  - ECW Championship (1)
  - Bragging Rights Trophy (edizione 2009) – con il Team SmackDown
  - André the Giant Memorial Battle Royal (edizione 2018)
- WrestleCade
  - WrestleCade Championship (2)
- Wrestling Observer Newsletter
  - Best Gimmick (2002, 2016)
  - Worst Feud of the Year (2004) - con Lita e Kane
- Wrestling Superstar
  - Wrestling Superstar Tag Team Championship (1) – con Jeff Hardy

## Filmografia

### DVD dedicati a Matt Hardy
- Hardy Boyz: Leap of Faith (2001)[16] - come membro degli Hardy Boyz
- Twist of Fate: The Matt & Jeff Hardy Story (2008)[16] - come membro degli Hardy Boyz

## Nei videogiochi
- WWF WrestleMania 2000[17]
- WWF SmackDown![18]
- WWF Royal Rumble[19]
- WWF No Mercy[20]
- WWF SmackDown! 2: Know Your Role[21]
- WWF Road to WrestleMania[22]
- WWF SmackDown! Just Bring It[23]
- WWE Raw[24]
- WWE WrestleMania X8[25]
- WWE SmackDown! Shut Your Mouth[26]
- WWE Crush Hour[27]
- WWE WrestleMania XIX[28]
- WWE Raw 2[29]
- WWE SmackDown! Here Comes the Pain[30]
- WWE Day of Reckoning[31]
- WWE SmackDown! vs. Raw[32]
- WWE WrestleMania 21[33]
- WWE SmackDown vs. Raw 2007[34]
- WWE SmackDown vs. Raw 2008[35]
- WWE SmackDown vs. Raw 2009[36]
- WWE SmackDown vs. Raw 2010[37]
- WWE SmackDown vs. Raw 2011[38]
- WWE 2K18
- WWE 2K19
- WWE 2K20